# 2023年の日本シリーズ
2023年の日本シリーズ（2023ねんのにっぽんシリーズ、2023ねんのにほんシリーズ）は、2023年（令和5年）10月28日から11月5日まで行われた阪神タイガース（以下、阪神）とオリックス・バファローズ（以下、オリックス）による第74回日本選手権シリーズ（74th Nippon Series）。阪神が4勝3敗でオリックスを下し、1985年以来38年ぶり2度目の日本一に輝いた。

## 概要
本大会の表題は「SMBC日本シリーズ2023」（エスエムビーシーにっぽんシリーズ2023）であり、2014年以来10大会連続で三井住友銀行がタイトルスポンサーとなった。阪神は9年ぶり7回目、オリックスは3年連続15回目の出場となる。
日本シリーズにおいて、関西勢同士の対戦（関西ダービー）は、「御堂筋決戦」と呼ばれた1964年の日本シリーズで阪神と南海が対戦して以来、59年ぶり2回目である。この時も今回同様、大阪府と兵庫県をそれぞれ本拠とする球団の対戦だった。関西球団の日本一は本大会開催前の時点で、兵庫県を本拠とする球団が5回、大阪府を本拠とする球団が3回となっている。
日本シリーズにおける阪神とオリックスの対戦は、前身球団を含めて今大会が初となる。両球団の本拠地は共に阪神電車の沿線にあり、最寄駅の甲子園駅とドーム前駅間は所要時間が本線・なんば線直通の快速急行で16分と非常に近い。このことから、阪神電鉄ではオリックスの日本シリーズ進出決定翌日の10月22日から「なんば線シリーズ」記念乗車券を発売した他、同24日には両球団の共同企画により本大会を「THE GREAT KANSAI DERBY」として開催することが発表された。
2020年から4年連続リーグ優勝球団同士の対決となり、この条件下での対戦は2003年～2006年の4年連続以来、17年ぶりとなる。
今季レギュラーシーズン、パ・リーグ優勝のオリックスは2位のロッテに15.5ゲーム差、セ・リーグ優勝の阪神は2位の広島に11.5ゲーム差で共に優勝し、共にCSを制して日本シリーズへと進出した。両リーグ2位に10ゲーム差以上離したチーム同士の対戦は、2002年の巨人対西武以来でCS制度導入後では初となる。
オリックスは2年連続6度目の日本一を目指していた。前年の日本一球団が日本シリーズに出場するのはのべ34回目。この内、24回が日本シリーズ優勝しており、敗退は9回。
阪神は38年ぶり2度目の日本一を目指した。達成すれば中日の53年ぶり、日本ハムの44年ぶりに次ぎ、横浜（現：DeNA）の38年ぶりに並ぶ3位タイのブランクによるシリーズ制覇で、兵庫県を本拠とする球団としては1996年のオリックス（ブルーウェーブ）以来27年ぶり6回目の日本一となる。阪神の岡田彰布監督は、監督としては2005年以来18年ぶり2回目の日本シリーズ出場となる。監督としての出場のブランク期間は、野村克也の19年ぶりに次ぐ2番目のブランクでの出場であり、同一球団では長嶋茂雄（巨人）の17年ぶりを上回る最長。監督として初出場の2005年は未勝利に終わり、初出場未勝利の監督の2度目の出場は西本幸雄、古葉竹識に次いで3人目。また、岡田監督は対戦相手でもあるオリックスの監督を務めたことがあり、監督経験がある球団と日本シリーズで対戦するのは三原脩、王貞治に次いで3人目となる。

### 試合日程
全試合ナイトゲーム
| 日付                                  | 試合   | ビジター球団（先攻）     | スコア | ホーム球団（後攻）       | 開催球場         |
| ------------------------------------- | ------ | ------------------------ | ------ | ------------------------ | ---------------- |
| 10月28日（土）                        | 第1戦  | 阪神タイガース           | 8 - 0  | オリックス・バファローズ | 京セラドーム大阪 |
| 10月29日（日）                        | 第2戦  | 阪神タイガース           | 0 - 8  | オリックス・バファローズ | 京セラドーム大阪 |
| 10月30日（月）                        | 移動日 | 移動日                   | 移動日 | 移動日                   | 移動日           |
| 10月31日（火）                        | 第3戦  | オリックス・バファローズ | 5 - 4  | 阪神タイガース           | 阪神甲子園球場   |
| 11月1日（水）                         | 第4戦  | オリックス・バファローズ | 3 - 4x | 阪神タイガース           | 阪神甲子園球場   |
| 11月2日（木）                         | 第5戦  | オリックス・バファローズ | 2 - 6  | 阪神タイガース           | 阪神甲子園球場   |
| 11月3日（金）                         | 移動日 | 移動日                   | 移動日 | 移動日                   | 移動日           |
| 11月4日（土）                         | 第6戦  | 阪神タイガース           | 1 - 5  | オリックス・バファローズ | 京セラドーム大阪 |
| 11月5日（日）                         | 第7戦  | 阪神タイガース           | 7 - 1  | オリックス・バファローズ | 京セラドーム大阪 |
| 優勝：阪神タイガース（38年ぶり2回目） |        |                          |        |                          |                  |

※いずれかのチームが4勝先取した時点で、日本シリーズは終了とする。
※第5戦以前に中止試合が発生した場合、第5戦と第6戦の間の移動日は設けない。
（ただし対戦チーム間の本拠地の当日移動が困難な場合のみ、第5・6戦の中間日にも移動日を設け、以後の日程もすべて順延となるがこれは「広島対楽天」である場合に限りの適用予定だった。楽天がシーズン4位で終え、クライマックスシリーズ進出を逃したためこのケースは発生しない。）
※パ・リーグのホームゲーム（第1・2・6・7戦）では指名打者制を採用
※延長戦:第1-7戦 - 最大12回打ち切り、第8戦以後が必要となった場合 - 回数無制限（タイブレーク不採用）
※今シリーズでは予告先発を採用。
京セラドーム大阪での日本シリーズ開催は4年連続5度目。同一球場による4年以上連続の開催は後楽園球場、西宮球場、西武ライオンズ球場（現・ベルーナドーム）、福岡ヤフオク！ドーム→福岡PayPayドーム（現・みずほPayPayドーム福岡）に次いで5球場目。オリックス主管は3年連続3度目の開催。
甲子園球場における日本シリーズ開催は9年ぶり9度目。阪神主管は9年ぶり7度目の開催。

### 試合開始時刻
- 阪神タイガース（JERAセントラル・リーグ優勝）
  - 阪神甲子園球場で全試合18:00開始。
- オリックス・バファローズ（パーソル パシフィック・リーグ優勝）
  - 京セラドーム大阪で全試合18:30開始。

### クライマックスシリーズからの勝ち上がり表
|  | CS1st                 | CS1st |                                                    |       | CSファイナル     | CSファイナル |                        |         | 日本選手権シリーズ | 日本選手権シリーズ |
|  |                       |       |                                                    |       |                  |              |                        |         |                    |                    |
|  |                       |       |                                                    |       |                  |              |                        |         |                    |                    |
|  |                       |       |                                                    |       |                  |              |                        |         |                    |                    |
|  |                       |       |                                                    |       |                  |              |                        |         |                    |                    |
|  |                       |       | （6戦4勝制<含・アドバンテージ1>） 阪神甲子園球場   |       |                  |              |                        |         |                    |                    |
|  |                       |       |                                                    |       |                  |              |                        |         |                    |                    |
|  | 阪神（セ優勝）        | ☆◯◯◯  |                                                    |       |                  |              |                        |         |                    |                    |
|  | 阪神（セ優勝）        | ☆◯◯◯  | （3戦2勝制） MAZDA Zoom-Zoom スタジアム広島        |       |                  |              |                        |         |                    |                    |
|  |                       |       | 広島                                               | ★●●●  |                  |              |                        |         |                    |                    |
|  | 広島（セ2位）         | ◯◯    | 広島                                               | ★●●●  |                  |              |                        |         |                    |                    |
|  | 広島（セ2位）         | ◯◯    | （7戦4勝制） 京セラドーム大阪 阪神甲子園球場       |       |                  |              |                        |         |                    |                    |
|  | DeNA（セ3位）         | ●●    |                                                    |       |                  |              |                        |         |                    |                    |
|  | DeNA（セ3位）         | ●●    |                                                    |       | 阪神（セCS優勝） | ◯●●◯◯●◯      |                        |         |                    |                    |
|  |                       |       |                                                    |       | 阪神（セCS優勝） | ◯●●◯◯●◯      |                        |         |                    |                    |
|  |                       |       |                                                    |       |                  |              | オリックス（パCS優勝） | ●◯◯●●◯● |                    |                    |
|  |                       |       |                                                    |       |                  |              | オリックス（パCS優勝） | ●◯◯●●◯● |                    |                    |
|  |                       |       | （6戦4勝制<含・アドバンテージ1>） 京セラドーム大阪 |       |                  |              |                        |         |                    |                    |
|  |                       |       |                                                    |       |                  |              |                        |         |                    |                    |
|  | オリックス（パ優勝）  | ☆◯●◯◯ |                                                    |       |                  |              |                        |         |                    |                    |
|  | オリックス（パ優勝）  | ☆◯●◯◯ | （3戦2勝制） ZOZOマリンスタジアム                  |       |                  |              |                        |         |                    |                    |
|  |                       |       | ロッテ                                             | ★●◯●● |                  |              |                        |         |                    |                    |
|  | ロッテ（パ2位）       | ◯●◯   | ロッテ                                             | ★●◯●● |                  |              |                        |         |                    |                    |
|  | ロッテ（パ2位）       | ◯●◯   |                                                    |       |                  |              |                        |         |                    |                    |
|  | ソフトバンク（パ3位） | ●◯●   |                                                    |       |                  |              |                        |         |                    |                    |
|  | ソフトバンク（パ3位） | ●◯●   |                                                    |       |                  |              |                        |         |                    |                    |

☆・★=クライマックスシリーズ・ファイナルのアドバンテージ1勝・1敗分

## 開幕前の予想
スポーツニッポンが所属評論家11人にどちらがシリーズを制するか予想させたところ、阪神勝利予想が8人に対しオリックス勝利予想が3人という結果となった。
サンケイスポーツの所属評論家8人では江本孟紀、上田二朗、黒田正宏、小早川毅彦、田尾安志、土井正博、藪恵壹の7人が阪神勝利、星野伸之のみがオリックス勝利を予想した。
東京スポーツの所属評論家6人では伊原春樹、遠藤一彦の2人が阪神勝利、大友進、門倉健、加藤伸一、得津高宏の4人がオリックス勝利を予想し、上記2紙とは対照的にオリックスを優位とする予想がリードした。
デイリースポーツ所属ウェブ評論家で、現役時に阪神とオリックスの両方で在籍経験がある野田浩司は4勝3敗でオリックス勝利と予想した。
スポニチ8人・サンスポ5人・東スポ4人・デイリー1人の計18人が4勝3敗、またスポニチ3人・サンスポ3人・東スポ2人の計8人が4勝2敗といずれも京セラドームで決着するパターンを予想したのに対し、一方が4連勝もしくは4勝1敗の甲子園で決着するパターンを予想した評論家は4紙26人で1人もおらず、全般に接戦予想が支配的であった。
10月27日23時からフジテレビONEで放送された「プロ野球ニュース 日本シリーズ直前SP」では、今シーズン同番組に出場した21人の解説者の予想では阪神4勝3敗が最も多く7人、次いでオリックス4勝3敗が5人、阪神4勝2敗、オリックス4勝2敗がそれぞれ4人ずつと軒並み「接戦で京セラドームでの決着」を予想する中、高木豊だけが「阪神4勝1敗の甲子園決着」を予想していた。

## 出場資格者
| オリックス・バファローズ | オリックス・バファローズ | オリックス・バファローズ | オリックス・バファローズ | オリックス・バファローズ |
| 役職                     | 背番号                   | 名前                     | 投                       | 打                       |
| ------------------------ | ------------------------ | ------------------------ | ------------------------ | ------------------------ |
| 監督                     | 78                       | 中嶋聡                   | -                        | -                        |
| コーチ                   | 88                       | 水本勝己（ヘッド）       | -                        | -                        |
| コーチ                   | 75                       | 厚澤和幸（投手）         | -                        | -                        |
| コーチ                   | 72                       | 平井正史（投手）         | -                        | -                        |
| コーチ                   | 79                       | 辻竜太郎（打撃）         | -                        | -                        |
| コーチ                   | 83                       | 小谷野栄一（打撃）       | -                        | -                        |
| コーチ                   | 77                       | 梵英心（内野守備・走塁） | -                        | -                        |
| コーチ                   | 81                       | 田口壮（外野守備・走塁） | -                        | -                        |
| コーチ                   | 87                       | 齋藤俊雄（バッテリー）   | -                        | -                        |
| 投手                     | 11                       | 山﨑福也                 | 左                       | 左                       |
| 投手                     | 13                       | 宮城大弥                 | 左                       | 左                       |
| 投手                     | 16                       | 平野佳寿                 | 右                       | 右                       |
| 投手                     | 17                       | 曽谷龍平                 | 左                       | 左                       |
| 投手                     | 18                       | 山本由伸                 | 右                       | 右                       |
| 投手                     | 19                       | 山岡泰輔                 | 右                       | 左                       |
| 投手                     | 26                       | 齋藤響介                 | 右                       | 右                       |
| 投手                     | 29                       | 田嶋大樹                 | 左                       | 左                       |
| 投手                     | 35                       | 比嘉幹貴                 | 右                       | 右                       |
| 投手                     | 45                       | 阿部翔太                 | 右                       | 左                       |
| 投手                     | 52                       | 横山楓                   | 右                       | 両                       |
| 投手                     | 56                       | 小木田敦也               | 右                       | 右                       |
| 投手                     | 57                       | 山田修義                 | 左                       | 左                       |
| 投手                     | 58                       | J.ワゲスパック           | 右                       | 右                       |
| 投手                     | 63                       | 山﨑颯一郎               | 右                       | 右                       |
| 投手                     | 95                       | 東晃平                   | 右                       | 右                       |
| 投手                     | 96                       | 宇田川優希               | 右                       | 右                       |
| 捕手                     | 2                        | 若月健矢                 | 右                       | 右                       |
| 捕手                     | 4                        | 森友哉                   | 右                       | 左                       |
| 捕手                     | 37                       | 石川亮                   | 右                       | 右                       |
| 捕手                     | 44                       | 頓宮裕真                 | 右                       | 右                       |
| 内野手                   | 3                        | 安達了一                 | 右                       | 右                       |
| 内野手                   | 4                        | 西野真弘                 | 右                       | 左                       |
| 内野手                   | 6                        | 宗佑磨                   | 右                       | 左                       |
| 内野手                   | 8                        | M.ゴンザレス             | 右                       | 両                       |
| 内野手                   | 9                        | 野口智哉                 | 右                       | 左                       |
| 内野手                   | 10                       | 大城滉二                 | 右                       | 右                       |
| 内野手                   | 24                       | 紅林弘太郎               | 右                       | 右                       |
| 内野手                   | 30                       | 廣岡大志                 | 右                       | 右                       |
| 内野手                   | 40                       | L.セデーニョ             | 右                       | 右                       |
| 内野手                   | 53                       | 宜保翔                   | 右                       | 左                       |
| 内野手                   | 67                       | 中川圭太                 | 右                       | 右                       |
| 外野手                   | 0                        | 渡部遼人                 | 左                       | 左                       |
| 外野手                   | 1                        | 福田周平                 | 右                       | 左                       |
| 外野手                   | 38                       | 来田涼斗                 | 右                       | 左                       |
| 外野手                   | 39                       | 池田陵真                 | 右                       | 右                       |
| 外野手                   | 41                       | 佐野皓大                 | 右                       | 右                       |
| 外野手                   | 50                       | 小田裕也                 | 右                       | 左                       |
| 外野手                   | 55                       | T-岡田                   | 左                       | 左                       |
| 外野手                   | 99                       | 杉本裕太郎               | 右                       | 右                       |

| 阪神タイガース | 阪神タイガース | 阪神タイガース           | 阪神タイガース | 阪神タイガース |
| 役職           | 背番号         | 名前                     | 投             | 打             |
| -------------- | -------------- | ------------------------ | -------------- | -------------- |
| 監督           | 80             | 岡田彰布                 | -              | -              |
| コーチ         | 78             | 平田勝男（ヘッド）       | -              | -              |
| コーチ         | 88             | 安藤優也（投手）         | -              | -              |
| コーチ         | 83             | 嶋田宗彦（バッテリー）   | -              | -              |
| コーチ         | 77             | 今岡真訪（打撃）         | -              | -              |
| コーチ         | 73             | 水口栄二（打撃）         | -              | -              |
| コーチ         | 81             | 馬場敏史（内野守備走塁） | -              | -              |
| コーチ         | 74             | 藤本敦士（内野守備走塁） | -              | -              |
| コーチ         | 96             | 筒井壮（外野守備走塁）   | -              | -              |
| 投手           | 13             | 岩崎優                   | 左             | 左             |
| 投手           | 14             | 岩貞祐太                 | 左             | 左             |
| 投手           | 15             | 西純矢                   | 右             | 右             |
| 投手           | 16             | 西勇輝                   | 右             | 右             |
| 投手           | 17             | 青柳晃洋                 | 右             | 右             |
| 投手           | 18             | 馬場皐輔                 | 右             | 右             |
| 投手           | 27             | 伊藤将司                 | 左             | 左             |
| 投手           | 35             | 才木浩人                 | 右             | 右             |
| 投手           | 37             | 及川雅貴                 | 左             | 左             |
| 投手           | 41             | 村上頌樹                 | 右             | 左             |
| 投手           | 46             | 島本浩也                 | 左             | 左             |
| 投手           | 47             | 桐敷拓馬                 | 左             | 左             |
| 投手           | 49             | 大竹耕太郎               | 左             | 左             |
| 投手           | 50             | 富田蓮                   | 左             | 左             |
| 投手           | 54             | 加治屋蓮                 | 右             | 右             |
| 投手           | 64             | 岡留英貴                 | 右             | 右             |
| 投手           | 65             | 湯浅京己                 | 右             | 右             |
| 投手           | 69             | 石井大智                 | 右             | 右             |
| 投手           | 98             | C.ブルワー               | 右             | 右             |
| 投手           | 99             | J.ビーズリー             | 右             | 右             |
| 捕手           | 2              | 梅野隆太郎               | 右             | 右             |
| 捕手           | 12             | 坂本誠志郎               | 右             | 右             |
| 捕手           | 39             | 榮枝裕貴                 | 右             | 右             |
| 捕手           | 57             | 長坂拳弥                 | 右             | 右             |
| 内野手         | 0              | 木浪聖也                 | 右             | 左             |
| 内野手         | 3              | 大山悠輔                 | 右             | 右             |
| 内野手         | 4              | 熊谷敬宥                 | 右             | 右             |
| 内野手         | 8              | 佐藤輝明                 | 右             | 左             |
| 内野手         | 25             | 渡邉諒                   | 右             | 右             |
| 内野手         | 33             | 糸原健斗                 | 右             | 左             |
| 内野手         | 38             | 小幡竜平                 | 右             | 左             |
| 内野手         | 51             | 中野拓夢                 | 右             | 左             |
| 内野手         | 62             | 植田海                   | 右             | 両             |
| 内野手         | 94             | 原口文仁                 | 右             | 右             |
| 外野手         | 1              | 森下翔太                 | 右             | 右             |
| 外野手         | 5              | 近本光司                 | 左             | 左             |
| 外野手         | 7              | S.ノイジー               | 右             | 右             |
| 外野手         | 53             | 島田海吏                 | 右             | 左             |
| 外野手         | 55             | J.ミエセス               | 右             | 右             |
| 外野手         | 60             | 小野寺暖                 | 右             | 右             |

## 国歌独唱および始球式
- 第1戦 始球式：オリックス・バファローズ・ジュニアチームの選手
- 第2戦 始球式：吉高由里子（女優、大会冠スポンサーの三井住友銀行の企業CMとカードローンのイメージキャラクターを務める）
- 第3戦 国歌独唱：山本彩（シンガーソングライター、元・NMB48）・始球式：阪神タイガース・ジュニアチームの選手
- 第4戦 始球式：稲垣啓太（ラグビー選手日本代表・埼玉パナソニックワイルドナイツ）

## 試合結果
| 日付                                  | 試合   | ビジター球団（先攻）     | スコア | ホーム球団（後攻）       | 開催球場         |
| ------------------------------------- | ------ | ------------------------ | ------ | ------------------------ | ---------------- |
| 10月28日（土）                        | 第1戦  | 阪神タイガース           | 8 - 0  | オリックス・バファローズ | 京セラドーム大阪 |
| 10月29日（日）                        | 第2戦  | 阪神タイガース           | 0 - 8  | オリックス・バファローズ | 京セラドーム大阪 |
| 10月30日（月）                        | 移動日 | 移動日                   | 移動日 | 移動日                   | 移動日           |
| 10月31日（火）                        | 第3戦  | オリックス・バファローズ | 5 - 4  | 阪神タイガース           | 阪神甲子園球場   |
| 11月1日（水）                         | 第4戦  | オリックス・バファローズ | 3 - 4x | 阪神タイガース           | 阪神甲子園球場   |
| 11月2日（木）                         | 第5戦  | オリックス・バファローズ | 2 - 6  | 阪神タイガース           | 阪神甲子園球場   |
| 11月3日（金）                         | 移動日 | 移動日                   | 移動日 | 移動日                   | 移動日           |
| 11月4日（土）                         | 第6戦  | 阪神タイガース           | 1 - 5  | オリックス・バファローズ | 京セラドーム大阪 |
| 11月5日（日）                         | 第7戦  | 阪神タイガース           | 7 - 1  | オリックス・バファローズ | 京セラドーム大阪 |
| 優勝：阪神タイガース（38年ぶり2回目） |        |                          |        |                          |                  |

### 第1戦
|            | 1 | 2 | 3 | 4 | 5 | 6 | 7 | 8 | 9 | R | H  | E |
| ---------- | - | - | - | - | - | - | - | - | - | - | -- | - |
| 阪神       | 0 | 0 | 0 | 0 | 4 | 3 | 0 | 0 | 1 | 8 | 13 | 0 |
| オリックス | 0 | 0 | 0 | 0 | 0 | 0 | 0 | 0 | 0 | 0 | 2  | 1 |

1. ［神］：村上（7回）、加治屋（1回）、岩貞（1回） - 坂本
2. ［オ］：山本（5回2/3）、山田（0回1/3）、ワゲスパック（1回）、山岡（1回）、阿部（1回） - 若月
3. 勝利：村上（1勝）
4. 敗戦：山本（1敗）
5. 審判
［球審］川口
［塁審］津川（1B）、福家（2B）、市川（3B）
［外審］深谷（LL）、石山（RL）
6. 開始：18時34分 試合時間：3時間20分[27]

打順
| 阪神  | 阪神  | 阪神       | 阪神  | 阪神  | 阪神  | 阪神  | 阪神  | 阪神  | 阪神     | 阪神  |
| 打 順 | 守 備 | 選 手      | 打 席 | 得 点 | 安 打 | 打 点 | 盗 塁 | 犠 打 | 四 死 球 | 三 振 |
| ----- | ----- | ---------- | ----- | ----- | ----- | ----- | ----- | ----- | -------- | ----- |
| 1     | [中]  | 近本光司   | 5     | 2     | 3     | 2     | 0     | 0     | 1        | 0     |
| 2     | [二]  | 中野拓夢   | 5     | 0     | 3     | 2     | 0     | 0     | 0        | 0     |
| 3     | [右]  | 森下翔太   | 5     | 0     | 1     | 0     | 0     | 0     | 0        | 3     |
| 4     | [一]  | 大山悠輔   | 5     | 1     | 0     | 0     | 0     | 0     | 3        | 1     |
| 5     | [三]  | 佐藤輝明   | 5     | 1     | 1     | 1     | 1     | 0     | 0        | 0     |
| 6     | [左]  | S.ノイジー | 5     | 1     | 1     | 0     | 0     | 0     | 0        | 2     |
|       | 左    | 小野寺暖   | 0     | 0     | 0     | 0     | 0     | 0     | 0        | 0     |
| 7     | [指]  | 渡邉諒     | 3     | 1     | 1     | 1     | 0     | 0     | 0        | 2     |
|       | 打指  | 糸原健斗   | 0     | 0     | 0     | 0     | 0     | 0     | 1        | 0     |
|       | 走指  | 熊谷敬宥   | 0     | 0     | 0     | 0     | 0     | 0     | 0        | 0     |
| 8     | [遊]  | 木浪聖也   | 4     | 2     | 2     | 1     | 0     | 0     | 0        | 0     |
| 9     | [捕]  | 坂本誠志郎 | 4     | 0     | 1     | 1     | 0     | 0     | 0        | 2     |

| オリックス | オリックス | オリックス   | オリックス | オリックス | オリックス | オリックス | オリックス | オリックス | オリックス | オリックス |
| 打 順      | 守 備      | 選 手        | 打 席      | 得 点      | 安 打      | 打 点      | 盗 塁      | 犠 打      | 四 死 球   | 三 振      |
| ---------- | ---------- | ------------ | ---------- | ---------- | ---------- | ---------- | ---------- | ---------- | ---------- | ---------- |
| 1          | [左]       | 池田陵真     | 4          | 0          | 0          | 0          | 0          | 0          | 0          | 2          |
| 2          | [三]       | 宗佑磨       | 4          | 0          | 0          | 0          | 0          | 0          | 0          | 1          |
| 3          | [一]       | 中川圭太     | 3          | 0          | 0          | 0          | 0          | 0          | 0          | 1          |
|            | 二         | 宜保翔       | 0          | 0          | 0          | 0          | 0          | 0          | 0          | 0          |
| 4          | [右]       | 森友哉       | 3          | 0          | 1          | 0          | 0          | 0          | 0          | 0          |
| 5          | [指]       | 頓宮裕真     | 3          | 0          | 0          | 0          | 0          | 0          | 0          | 1          |
| 6          | [遊]       | 紅林弘太郎   | 3          | 0          | 0          | 0          | 0          | 0          | 1          | 1          |
| 7          | [二一]     | M.ゴンザレス | 3          | 0          | 0          | 0          | 0          | 0          | 0          | 1          |
| 8          | [捕]       | 若月健矢     | 3          | 0          | 0          | 0          | 0          | 0          | 0          | 0          |
| 9          | [中]       | 野口智哉     | 3          | 0          | 1          | 0          | 0          | 0          | 0          | 1          |

投手
| 阪神  | 阪神     | 阪神     | 阪神  | 阪神     | 阪神     | 阪神        | 阪神     | 阪神     | 阪神     | 阪神  | 阪神     |
| 選 手 | 選 手    | 投 球 数 | 打 者 | 投 球 回 | 被 安 打 | 被 本 塁 打 | 与 四 球 | 与 死 球 | 奪 三 振 | 失 点 | 自 責 点 |
| ----- | -------- | -------- | ----- | -------- | -------- | ----------- | -------- | -------- | -------- | ----- | -------- |
| 勝    | 村上頌樹 | 100      | 23    | 7.0      | 2        | 0           | 1        | 0        | 4        | 0     | 0        |
|       | 加治屋蓮 | 6        | 3     | 1.0      | 0        | 0           | 0        | 0        | 1        | 0     | 0        |
|       | 岩貞祐太 | 13       | 3     | 1.0      | 0        | 0           | 0        | 0        | 3        | 0     | 0        |

| オリックス | オリックス     | オリックス | オリックス | オリックス | オリックス | オリックス  | オリックス | オリックス | オリックス | オリックス | オリックス |
| 選 手      | 選 手          | 投 球 数   | 打 者      | 投 球 回   | 被 安 打   | 被 本 塁 打 | 与 四 球   | 与 死 球   | 奪 三 振   | 失 点      | 自 責 点   |
| ---------- | -------------- | ---------- | ---------- | ---------- | ---------- | ----------- | ---------- | ---------- | ---------- | ---------- | ---------- |
| 敗         | 山本由伸       | 103        | 27         | 5.2        | 10         | 0           | 1          | 0          | 7          | 7          | 7          |
|            | 山田修義       | 11         | 2          | 0.1        | 1          | 0           | 1          | 0          | 0          | 0          | 0          |
|            | J.ワゲスパック | 23         | 4          | 1.0        | 0          | 0           | 1          | 0          | 2          | 0          | 0          |
|            | 山岡泰輔       | 12         | 3          | 1.0        | 0          | 0           | 1          | 0          | 1          | 0          | 0          |
|            | 阿部翔太       | 22         | 6          | 1.0        | 2          | 0           | 1          | 0          | 0          | 1          | 1          |

オリックスの先発は3年連続で投手4冠を達成した絶対的エース山本由伸、阪神の先発は3年目で最優秀防御率のタイトルを獲得しブレークした村上頌樹で幕開けとなった。
両先発投手の好投で4回までは無得点だったが、5回表に阪神が先頭の佐藤輝明の安打で出塁すると盗塁に成功し、無死二塁となる。続くシェルドン・ノイジーの右飛で佐藤は三塁へタッチアップし1死三塁となり、渡邉諒の中前適時打で阪神が先制する。その後も阪神は攻撃の手を緩めず、近本光司の適時三塁打、中野拓夢の適時打などで一挙4点を入れる。6回表にも2死一・三塁のチャンスで木浪聖也の適時打、坂本誠志郎の適時二塁打で6-0とリードを広げ、山本は降板した。オリックスは2番手に山田修義を送る。だが、阪神はなおも2死満塁と攻めると中野の適時打で7点目を追加。阪神先発の村上はオリックス打線に対して7回を僅か2安打・無失点に抑えてお役御免。阪神は8回から加治屋蓮を投入し、三者凡退に打ち取る。9回は岩貞祐太が3者連続三振で締めて阪神が初戦を取った。阪神は日本シリーズでのビジターでの勝利は球団初の日本一を決めた1985年の第6戦以来38年ぶりで、2003年の第1戦から続いたビジターでの連敗も9で止めた。オリックスの山本は5回に崩れてから阪神打線を止められず、打線もわずか2安打で完封負けを喫し、痛い敗戦となった。

### 第2戦
|            | 1 | 2 | 3 | 4 | 5 | 6 | 7 | 8 | 9 | R | H  | E |
| ---------- | - | - | - | - | - | - | - | - | - | - | -- | - |
| 阪神       | 0 | 0 | 0 | 0 | 0 | 0 | 0 | 0 | 0 | 0 | 4  | 3 |
| オリックス | 0 | 0 | 1 | 3 | 0 | 0 | 3 | 1 | X | 8 | 12 | 0 |

1. ［神］：西勇（3回2/3）、ビーズリー（2回1/3）、岡留（0回2/3）、島本（0回1/3）、加治屋（1回） - 坂本、長坂
2. ［オ］：宮城（6回）、宇田川（1回）、山﨑颯（1回）、小木田（1回） - 森
3. 勝利：宮城（1勝）
4. 敗戦：西勇（1敗）
5. 審判
［球審］市川
［塁審］福家（1B）、深谷（2B）、石山（3B）
［外審］嶋田（LL）、津川（RL）
6. 開始：18時33分 試合時間：3時間09分[28]

打順
| 阪神  | 阪神  | 阪神       | 阪神  | 阪神  | 阪神  | 阪神  | 阪神  | 阪神  | 阪神     | 阪神  |
| 打 順 | 守 備 | 選 手      | 打 席 | 得 点 | 安 打 | 打 点 | 盗 塁 | 犠 打 | 四 死 球 | 三 振 |
| ----- | ----- | ---------- | ----- | ----- | ----- | ----- | ----- | ----- | -------- | ----- |
| 1     | [中]  | 近本光司   | 4     | 0     | 0     | 0     | 0     | 0     | 0        | 1     |
| 2     | [二]  | 中野拓夢   | 4     | 0     | 2     | 0     | 0     | 0     | 1        | 0     |
| 3     | [右]  | 森下翔太   | 4     | 0     | 0     | 0     | 0     | 0     | 0        | 0     |
| 4     | [一]  | 大山悠輔   | 4     | 0     | 1     | 0     | 0     | 0     | 0        | 0     |
| 5     | [三]  | 佐藤輝明   | 3     | 0     | 1     | 0     | 0     | 0     | 0        | 1     |
| 6     | [左]  | S.ノイジー | 3     | 0     | 0     | 0     | 0     | 0     | 0        | 1     |
| 7     | [指]  | J.ミエセス | 3     | 0     | 0     | 0     | 0     | 0     | 0        | 2     |
| 8     | [遊]  | 木浪聖也   | 3     | 0     | 0     | 0     | 0     | 0     | 0        | 2     |
|       | 遊    | 小幡竜平   | 0     | 0     | 0     | 0     | 0     | 0     | 0        | 0     |
| 9     | [捕]  | 坂本誠志郎 | 2     | 0     | 0     | 0     | 0     | 0     | 0        | 0     |
|       | 打    | 糸原健斗   | 1     | 0     | 0     | 0     | 0     | 0     | 0        | 0     |
|       | 捕    | 長坂拳弥   | 0     | 0     | 0     | 0     | 0     | 0     | 0        | 0     |

| オリックス | オリックス | オリックス   | オリックス | オリックス | オリックス | オリックス | オリックス | オリックス | オリックス | オリックス |
| 打 順      | 守 備      | 選 手        | 打 席      | 得 点      | 安 打      | 打 点      | 盗 塁      | 犠 打      | 四 死 球   | 三 振      |
| ---------- | ---------- | ------------ | ---------- | ---------- | ---------- | ---------- | ---------- | ---------- | ---------- | ---------- |
| 1          | [中]       | 中川圭太     | 5          | 0          | 2          | 1          | 0          | 0          | 0          | 0          |
| 2          | [二]       | 西野真弘     | 4          | 0          | 1          | 1          | 0          | 0          | 1          | 0          |
|            | 二         | 大城滉二     | 1          | 1          | 0          | 0          | 0          | 0          | 0          | 0          |
| 3          | [捕]       | 森友哉       | 5          | 0          | 1          | 0          | 0          | 0          | 0          | 1          |
| 4          | [一]       | L.セデーニョ | 4          | 0          | 1          | 0          | 0          | 0          | 0          | 1          |
|            | 走右       | 小田裕也     | 1          | 1          | 0          | 1          | 0          | 0          | 0          | 0          |
| 5          | [指]       | 頓宮裕真     | 4          | 1          | 1          | 0          | 0          | 0          | 0          | 0          |
|            | 打指       | T-岡田       | 1          | 0          | 0          | 0          | 0          | 0          | 1          | 0          |
| 6          | [三]       | 宗佑磨       | 5          | 1          | 0          | 0          | 0          | 0          | 1          | 1          |
| 7          | [遊]       | 紅林弘太郎   | 5          | 2          | 1          | 0          | 0          | 0          | 2          | 0          |
| 8          | [右]       | 野口智哉     | 3          | 1          | 2          | 1          | 0          | 0          | 0          | 0          |
|            | 打一       | M.ゴンザレス | 1          | 0          | 1          | 3          | 0          | 0          | 0          | 0          |
| 9          | [左]       | 廣岡大志     | 4          | 1          | 2          | 1          | 0          | 0          | 0          | 0          |

投手
| 阪神  | 阪神         | 阪神     | 阪神  | 阪神     | 阪神     | 阪神        | 阪神     | 阪神     | 阪神     | 阪神  | 阪神     |
| 選 手 | 選 手        | 投 球 数 | 打 者 | 投 球 回 | 被 安 打 | 被 本 塁 打 | 与 四 球 | 与 死 球 | 奪 三 振 | 失 点 | 自 責 点 |
| ----- | ------------ | -------- | ----- | -------- | -------- | ----------- | -------- | -------- | -------- | ----- | -------- |
| 敗    | 西勇輝       | 68       | 19    | 3.2      | 6        | 0           | 2        | 0        | 2        | 4     | 4        |
|       | J.ビーズリー | 44       | 10    | 2.1      | 2        | 0           | 1        | 0        | 1        | 0     | 0        |
|       | 岡留英貴     | 28       | 5     | 0.2      | 2        | 0           | 1        | 0        | 0        | 3     | 3        |
|       | 島本浩也     | 5        | 2     | 0.1      | 1        | 0           | 0        | 0        | 0        | 0     | 0        |
|       | 加治屋蓮     | 15       | 7     | 1.0      | 1        | 0           | 0        | 1        | 0        | 1     | 0        |

| オリックス | オリックス | オリックス | オリックス | オリックス | オリックス | オリックス  | オリックス | オリックス | オリックス | オリックス | オリックス |
| 選 手      | 選 手      | 投 球 数   | 打 者      | 投 球 回   | 被 安 打   | 被 本 塁 打 | 与 四 球   | 与 死 球   | 奪 三 振   | 失 点      | 自 責 点   |
| ---------- | ---------- | ---------- | ---------- | ---------- | ---------- | ----------- | ---------- | ---------- | ---------- | ---------- | ---------- |
| 勝         | 宮城大弥   | 104        | 22         | 6.0        | 4          | 0           | 1          | 0          | 5          | 0          | 0          |
|            | 宇田川優希 | 16         | 3          | 1.0        | 0          | 0           | 0          | 0          | 2          | 0          | 0          |
|            | 山﨑颯一郎 | 9          | 3          | 1.0        | 0          | 0           | 0          | 0          | 0          | 0          | 0          |
|            | 小木田敦也 | 16         | 3          | 1.0        | 0          | 0           | 0          | 0          | 0          | 0          | 0          |

オリックスは宮城大弥が先発で、阪神はプロ入りから2018年まで所属した古巣相手に先発の西勇輝。
オリックスは3回裏、2死一塁から西野真弘の適時三塁打で先制し、チームに今シリーズ初得点をもたらす。4回裏は2死走者なしから宗佑磨が四球で出塁。続く紅林弘太郎の右前安打で2死一・三塁とするとここから野口智哉、廣岡大志、中川圭太の3連続適時打で4-0とし、阪神先発の西勇をマウンドから引きずり下ろした。7回裏には2死満塁とし、野口の代打・マーウィン・ゴンザレスの走者一掃となる適時二塁打で3点を追加。8回裏は1死二・三塁で小田裕也の一塁へのゴロを一塁手・大山悠輔が後逸し、8-0となり試合を決めた。オリックスは先発の宮城が6回無失点の好投を見せ、その後も盤石の投手リレーで零封勝ちを収め対戦成績を1勝1敗のタイに戻した。阪神は前日猛威を見せた打線が沈黙し、投手陣も崩れた。

### 第3戦
|            | 1 | 2 | 3 | 4 | 5 | 6 | 7 | 8 | 9 | R | H  | E |
| ---------- | - | - | - | - | - | - | - | - | - | - | -- | - |
| オリックス | 0 | 0 | 0 | 1 | 3 | 1 | 0 | 0 | 0 | 5 | 9  | 0 |
| 阪神       | 0 | 1 | 0 | 0 | 0 | 0 | 3 | 0 | 0 | 4 | 10 | 1 |

1. ［オ］：東（5回）、小木田（1回）、山岡（0回2/3）、宇田川（1回1/3）、平野佳（1回） - 若月
2. ［神］：伊藤将（5回）、ブルワー（1回）、岩貞（1回）、石井（1回）、桐敷（1回） - 坂本
3. 勝利：東（1勝）
4. セーブ：平野佳（1S）
5. 敗戦：伊藤将（1敗）
6. 本塁打
［オ］：頓宮（4回ソロ・伊藤将）
7. 審判
［球審］石山
［塁審］深谷（1B）、嶋田（2B）、津川（3B）
［外審］川口（LL）、福家（RL）
8. 開始：18時03分 試合時間：3時間51分[29]

打順
| オリックス | オリックス | オリックス   | オリックス | オリックス | オリックス | オリックス | オリックス | オリックス | オリックス | オリックス |
| 打 順      | 守 備      | 選 手        | 打 席      | 得 点      | 安 打      | 打 点      | 盗 塁      | 犠 打      | 四 死 球   | 三 振      |
| ---------- | ---------- | ------------ | ---------- | ---------- | ---------- | ---------- | ---------- | ---------- | ---------- | ---------- |
| 1          | [中]       | 中川圭太     | 5          | 0          | 1          | 0          | 0          | 0          | 0          | 0          |
| 2          | [三]       | 宗佑磨       | 5          | 0          | 1          | 2          | 0          | 1          | 1          | 0          |
| 3          | [右]       | 森友哉       | 5          | 0          | 2          | 0          | 0          | 0          | 0          | 1          |
|            | 投         | 平野佳寿     | 0          | 0          | 0          | 0          | 0          | 0          | 0          | 0          |
| 4          | [一]       | 頓宮裕真     | 3          | 1          | 2          | 1          | 0          | 0          | 0          | 0          |
|            | 走二       | 安達了一     | 1          | 1          | 0          | 0          | 0          | 0          | 0          | 0          |
| 5          | [二一]     | M.ゴンザレス | 4          | 0          | 1          | 0          | 0          | 0          | 1          | 0          |
| 6          | [遊]       | 紅林弘太郎   | 4          | 1          | 1          | 0          | 0          | 1          | 0          | 1          |
| 7          | [捕]       | 若月健矢     | 4          | 0          | 1          | 1          | 0          | 0          | 0          | 0          |
| 8          | [左]       | 廣岡大志     | 4          | 1          | 0          | 1          | 0          | 0          | 0          | 2          |
| 9          | [投]       | 東晃平       | 2          | 1          | 0          | 0          | 0          | 0          | 0          | 0          |
|            | 投         | 小木田敦也   | 0          | 0          | 0          | 0          | 0          | 0          | 0          | 0          |
|            | 打         | L.セデーニョ | 1          | 0          | 0          | 0          | 0          | 0          | 0          | 0          |
|            | 投         | 山岡泰輔     | 0          | 0          | 0          | 0          | 0          | 0          | 0          | 0          |
|            | 投         | 宇田川優希   | 0          | 0          | 0          | 0          | 0          | 0          | 0          | 0          |
|            | 打         | 西野真弘     | 1          | 0          | 0          | 0          | 0          | 0          | 0          | 0          |
|            | 右         | 小田裕也     | 0          | 0          | 0          | 0          | 0          | 0          | 0          | 0          |

| 阪神  | 阪神  | 阪神       | 阪神  | 阪神  | 阪神  | 阪神  | 阪神  | 阪神  | 阪神     | 阪神  |
| 打 順 | 守 備 | 選 手      | 打 席 | 得 点 | 安 打 | 打 点 | 盗 塁 | 犠 打 | 四 死 球 | 三 振 |
| ----- | ----- | ---------- | ----- | ----- | ----- | ----- | ----- | ----- | -------- | ----- |
| 1     | [中]  | 近本光司   | 5     | 1     | 1     | 0     | 0     | 0     | 2        | 1     |
| 2     | [二]  | 中野拓夢   | 5     | 0     | 0     | 1     | 0     | 0     | 0        | 1     |
| 3     | [右]  | 森下翔太   | 5     | 0     | 2     | 2     | 0     | 0     | 1        | 0     |
| 4     | [一]  | 大山悠輔   | 5     | 1     | 1     | 0     | 0     | 0     | 0        | 2     |
| 5     | [三]  | 佐藤輝明   | 4     | 0     | 0     | 0     | 0     | 0     | 0        | 3     |
| 6     | [左]  | S.ノイジー | 4     | 0     | 2     | 0     | 0     | 0     | 0        | 0     |
|       | 走左  | 島田海吏   | 0     | 0     | 0     | 0     | 0     | 0     | 0        | 0     |
| 7     | [捕]  | 坂本誠志郎 | 4     | 1     | 1     | 1     | 0     | 1     | 0        | 0     |
| 8     | [遊]  | 木浪聖也   | 4     | 1     | 3     | 0     | 0     | 0     | 0        | 1     |
| 9     | [投]  | 伊藤将司   | 1     | 0     | 0     | 0     | 0     | 0     | 0        | 0     |
|       | 打    | 渡邉諒     | 1     | 0     | 0     | 0     | 0     | 0     | 0        | 0     |
|       | 投    | C.ブルワー | 0     | 0     | 0     | 0     | 0     | 0     | 0        | 0     |
|       | 投    | 岩貞祐太   | 0     | 0     | 0     | 0     | 0     | 0     | 0        | 0     |
|       | 打    | 糸原健斗   | 1     | 0     | 0     | 0     | 0     | 0     | 0        | 0     |
|       | 投    | 石井大智   | 0     | 0     | 0     | 0     | 0     | 0     | 0        | 0     |
|       | 投    | 桐敷拓馬   | 0     | 0     | 0     | 0     | 0     | 0     | 0        | 0     |
|       | 打    | 原口文仁   | 1     | 0     | 0     | 0     | 0     | 0     | 1        | 0     |
|       | 走    | 植田海     | 0     | 0     | 0     | 0     | 0     | 0     | 0        | 0     |

投手
| オリックス | オリックス | オリックス | オリックス | オリックス | オリックス | オリックス  | オリックス | オリックス | オリックス | オリックス | オリックス |
| 選 手      | 選 手      | 投 球 数   | 打 者      | 投 球 回   | 被 安 打   | 被 本 塁 打 | 与 四 球   | 与 死 球   | 奪 三 振   | 失 点      | 自 責 点   |
| ---------- | ---------- | ---------- | ---------- | ---------- | ---------- | ----------- | ---------- | ---------- | ---------- | ---------- | ---------- |
| 勝         | 東晃平     | 81         | 20         | 5.0        | 5          | 0           | 1          | 0          | 4          | 1          | 1          |
|            | 小木田敦也 | 9          | 4          | 1.0        | 1          | 0           | 0          | 0          | 0          | 0          | 0          |
|            | 山岡泰輔   | 28         | 6          | 0.2        | 3          | 0           | 1          | 0          | 0          | 3          | 3          |
| H          | 宇田川優希 | 19         | 5          | 1.1        | 1          | 0           | 0          | 0          | 2          | 0          | 0          |
| S          | 平野佳寿   | 26         | 5          | 1.0        | 0          | 0           | 2          | 0          | 2          | 0          | 0          |

| 阪神  | 阪神       | 阪神     | 阪神  | 阪神     | 阪神     | 阪神        | 阪神     | 阪神     | 阪神     | 阪神  | 阪神     |
| 選 手 | 選 手      | 投 球 数 | 打 者 | 投 球 回 | 被 安 打 | 被 本 塁 打 | 与 四 球 | 与 死 球 | 奪 三 振 | 失 点 | 自 責 点 |
| ----- | ---------- | -------- | ----- | -------- | -------- | ----------- | -------- | -------- | -------- | ----- | -------- |
| 敗    | 伊藤将司   | 83       | 21    | 5.0      | 5        | 1           | 0        | 0        | 2        | 4     | 2        |
|       | C.ブルワー | 18       | 5     | 1.0      | 1        | 0           | 1        | 0        | 0        | 1     | 1        |
|       | 岩貞祐太   | 18       | 5     | 1.0      | 2        | 0           | 0        | 0        | 0        | 0     | 0        |
|       | 石井大智   | 18       | 4     | 1.0      | 1        | 0           | 0        | 0        | 1        | 0     | 0        |
|       | 桐敷拓馬   | 15       | 4     | 1.0      | 0        | 0           | 1        | 0        | 1        | 0     | 0        |

甲子園へと舞台を移した第3戦。阪神は伊藤将司、オリックスは登板数は少ないものの前年のデビュー以来レギュラーシーズン7連勝中負けなしの東晃平が先発。阪神は2回裏、1死一・三塁で坂本の二塁ゴロの間に1点を先制する。4回表、オリックスはパ・リーグ首位打者の頓宮裕真の今シリーズ両軍通じて初めてとなるソロ本塁打で同点に追いつくと、5回表には無死一・三塁のチャンスで廣岡の遊撃ゴロの間に走者が生還し逆転、さらに2死一・二塁のチャンスを作ると宗の今シリーズ初安打となる右前適時二塁打でこの回3点目を入れ、4-1とリードを3点に広げた。6回表にも1死二・三塁のチャンスで若月健矢が犠飛を放ち追加点を入れた。オリックスは先発の東が5回1失点の好投で6回から継投策に入った。7回裏、阪神は3番手の山岡泰輔を攻め、1死満塁という絶好のチャンスで中野の一塁ゴロの間に走者が帰り、1点を返す。なおも2死二・三塁で新人の森下翔太が2点適時打を放ち1点差に迫る。オリックスはここで山岡から宇田川優希にスイッチ。4番の大山を三塁ゴロに打ち取り同点は阻止する。1点差のまま9回裏に入り、オリックスは通算250セーブを挙げた抑えのベテラン平野佳寿を投入。阪神は先頭の代打・原口文仁が四球で出塁し、その後2死一・二塁となり4番・大山が打席に。一打同点の場面だったが平野が三振に斬って取り試合終了。オリックスの勝利で2連勝となった。阪神は終盤追いすがったが、あと一本が出なかった。

### 第4戦
|            | 1 | 2 | 3 | 4 | 5 | 6 | 7 | 8 | 9  | R | H  | E |
| ---------- | - | - | - | - | - | - | - | - | -- | - | -- | - |
| オリックス | 0 | 1 | 0 | 0 | 0 | 0 | 2 | 0 | 0  | 3 | 12 | 3 |
| 阪神       | 1 | 1 | 0 | 0 | 1 | 0 | 0 | 0 | 1x | 4 | 8  | 1 |

1. ［オ］：山﨑福（4回0/3）、比嘉（1回）、阿部（1回）、小木田（1回）、宇田川（1回）、ワゲスパック（0回1/3） - 森
2. ［神］：才木（5回）、桐敷（1回1/3）、石井（1回）、島本（0回1/3）、湯浅（0回1/3）、岩崎（1回） - 坂本
3. 勝利：岩崎（1勝）
4. 敗戦：ワゲスパック（1敗）
5. 審判
［球審］津川
［塁審］嶋田（1B）、川口（2B）、福家（3B）
［外審］市川（LL）、深谷（RL）
6. 開始：18時01分 試合時間：4時間06分[30]

打順
| オリックス | オリックス | オリックス     | オリックス | オリックス | オリックス | オリックス | オリックス | オリックス | オリックス | オリックス |
| 打 順      | 守 備      | 選 手          | 打 席      | 得 点      | 安 打      | 打 点      | 盗 塁      | 犠 打      | 四 死 球   | 三 振      |
| ---------- | ---------- | -------------- | ---------- | ---------- | ---------- | ---------- | ---------- | ---------- | ---------- | ---------- |
| 1          | [中]       | 中川圭太       | 5          | 0          | 1          | 0          | 0          | 1          | 0          | 1          |
| 2          | [三]       | 宗佑磨         | 5          | 0          | 2          | 2          | 0          | 0          | 1          | 0          |
| 3          | [捕]       | 森友哉         | 5          | 0          | 2          | 0          | 0          | 0          | 0          | 1          |
| 4          | [一]       | 頓宮裕真       | 4          | 1          | 1          | 0          | 0          | 0          | 0          | 1          |
|            | 投         | 小木田敦也     | 0          | 0          | 0          | 0          | 0          | 0          | 0          | 0          |
|            | 投         | 宇田川優希     | 0          | 0          | 0          | 0          | 0          | 0          | 0          | 0          |
|            | 打         | 石川亮         | 1          | 0          | 0          | 0          | 0          | 1          | 0          | 0          |
|            | 投         | J.ワゲスパック | 0          | 0          | 0          | 0          | 0          | 0          | 0          | 0          |
| 5          | [二一]     | M.ゴンザレス   | 5          | 0          | 1          | 0          | 0          | 0          | 1          | 2          |
| 6          | [遊]       | 紅林弘太郎     | 4          | 0          | 2          | 1          | 0          | 1          | 0          | 0          |
| 7          | [右]       | 野口智哉       | 4          | 0          | 0          | 0          | 0          | 0          | 1          | 2          |
| 8          | [左一左]   | 廣岡大志       | 4          | 1          | 2          | 0          | 1          | 0          | 0          | 0          |
| 9          | [投]       | 山﨑福也       | 2          | 0          | 0          | 0          | 0          | 0          | 0          | 1          |
|            | 投         | 比嘉幹貴       | 0          | 0          | 0          | 0          | 0          | 0          | 0          | 0          |
|            | 投         | 阿部翔太       | 0          | 0          | 0          | 0          | 0          | 0          | 0          | 0          |
|            | 打         | L.セデーニョ   | 1          | 0          | 1          | 0          | 0          | 0          | 0          | 0          |
|            | 走左       | 小田裕也       | 0          | 1          | 0          | 0          | 0          | 0          | 0          | 0          |
|            | 打         | T-岡田         | 0          | 0          | 0          | 0          | 0          | 0          | 0          | 0          |
|            | 打二       | 安達了一       | 1          | 0          | 0          | 0          | 0          | 0          | 0          | 0          |

| 阪神  | 阪神  | 阪神       | 阪神  | 阪神  | 阪神  | 阪神  | 阪神  | 阪神  | 阪神     | 阪神  |
| 打 順 | 守 備 | 選 手      | 打 席 | 得 点 | 安 打 | 打 点 | 盗 塁 | 犠 打 | 四 死 球 | 三 振 |
| ----- | ----- | ---------- | ----- | ----- | ----- | ----- | ----- | ----- | -------- | ----- |
| 1     | [中]  | 近本光司   | 5     | 3     | 3     | 1     | 0     | 0     | 1        | 0     |
| 2     | [二]  | 中野拓夢   | 5     | 0     | 0     | 0     | 0     | 2     | 1        | 0     |
| 3     | [右]  | 森下翔太   | 5     | 0     | 1     | 1     | 0     | 0     | 1        | 0     |
| 4     | [一]  | 大山悠輔   | 5     | 0     | 1     | 2     | 0     | 0     | 0        | 2     |
| 5     | [左]  | S.ノイジー | 4     | 0     | 1     | 0     | 0     | 0     | 0        | 0     |
|       | 走左  | 島田海吏   | 0     | 0     | 0     | 0     | 0     | 0     | 0        | 0     |
| 6     | [三]  | 佐藤輝明   | 3     | 0     | 0     | 0     | 0     | 0     | 0        | 3     |
|       | 投    | 石井大智   | 0     | 0     | 0     | 0     | 0     | 0     | 0        | 0     |
|       | 投    | 島本浩也   | 0     | 0     | 0     | 0     | 0     | 0     | 0        | 0     |
|       | 投    | 湯浅京己   | 0     | 0     | 0     | 0     | 0     | 0     | 0        | 0     |
|       | 打    | 小幡竜平   | 1     | 0     | 0     | 0     | 0     | 1     | 0        | 0     |
|       | 投    | 岩崎優     | 0     | 0     | 0     | 0     | 0     | 0     | 0        | 0     |
| 7     | [捕]  | 坂本誠志郎 | 4     | 0     | 0     | 0     | 0     | 0     | 0        | 2     |
| 8     | [遊]  | 木浪聖也   | 4     | 1     | 1     | 0     | 0     | 0     | 0        | 1     |
| 9     | [投]  | 才木浩人   | 2     | 0     | 0     | 0     | 0     | 0     | 1        | 1     |
|       | 投    | 桐敷拓馬   | 0     | 0     | 0     | 0     | 0     | 0     | 0        | 0     |
|       | 三    | 糸原健斗   | 2     | 0     | 1     | 0     | 0     | 0     | 0        | 1     |

投手
| オリックス | オリックス     | オリックス | オリックス | オリックス | オリックス | オリックス  | オリックス | オリックス | オリックス | オリックス | オリックス |
| 選 手      | 選 手          | 投 球 数   | 打 者      | 投 球 回   | 被 安 打   | 被 本 塁 打 | 与 四 球   | 与 死 球   | 奪 三 振   | 失 点      | 自 責 点   |
| ---------- | -------------- | ---------- | ---------- | ---------- | ---------- | ----------- | ---------- | ---------- | ---------- | ---------- | ---------- |
|            | 山﨑福也       | 75         | 20         | 4.0        | 6          | 0           | 1          | 0          | 5          | 3          | 2          |
|            | 比嘉幹貴       | 9          | 3          | 1.0        | 0          | 0           | 0          | 0          | 0          | 0          | 0          |
|            | 阿部翔太       | 12         | 3          | 1.0        | 0          | 0           | 0          | 0          | 1          | 0          | 0          |
| H          | 小木田敦也     | 13         | 5          | 1.0        | 1          | 0           | 0          | 0          | 1          | 0          | 0          |
| H          | 宇田川優希     | 9          | 4          | 1.0        | 0          | 0           | 0          | 0          | 2          | 0          | 0          |
| 敗         | J.ワゲスパック | 24         | 5          | 0.1        | 1          | 0           | 3          | 0          | 1          | 1          | 1          |

| 阪神  | 阪神     | 阪神     | 阪神  | 阪神     | 阪神     | 阪神        | 阪神     | 阪神     | 阪神     | 阪神  | 阪神     |
| 選 手 | 選 手    | 投 球 数 | 打 者 | 投 球 回 | 被 安 打 | 被 本 塁 打 | 与 四 球 | 与 死 球 | 奪 三 振 | 失 点 | 自 責 点 |
| ----- | -------- | -------- | ----- | -------- | -------- | ----------- | -------- | -------- | -------- | ----- | -------- |
|       | 才木浩人 | 95       | 22    | 5.0      | 5        | 0           | 3        | 0        | 6        | 1     | 1        |
|       | 桐敷拓馬 | 35       | 8     | 1.1      | 4        | 0           | 0        | 0        | 0        | 2     | 1        |
| H     | 石井大智 | 20       | 5     | 1.0      | 2        | 0           | 0        | 0        | 2        | 0     | 0        |
| H     | 島本浩也 | 6        | 1     | 0.1      | 0        | 0           | 0        | 0        | 0        | 0     | 0        |
| H     | 湯浅京己 | 1        | 1     | 0.1      | 0        | 0           | 0        | 0        | 0        | 0     | 0        |
| 勝    | 岩崎優   | 10       | 4     | 1.0      | 1        | 0           | 0        | 0        | 0        | 0     | 0        |

阪神は才木浩人、オリックスは山崎福也が先発。
阪神は1回裏、1死二塁から森下の適時二塁打で先制する。オリックスは2回表、1死三塁から紅林の適時打で同点に追いつく。阪神は3回裏、2死一・二塁のチャンスで近本が左翼への適時打を放ち1点を勝ち越すと、5回裏には1死一・三塁で大山の遊撃ゴロの間に走者が生還し、3-1とリードを広げる。阪神の才木は5回1失点の投球で先発の役割を果たし、6回からは桐敷拓馬を2番手に送り継投策に入る。オリックスは7回表、先頭の廣岡が三塁ゴロに打ち取られたかに思えたがこれを三塁手の佐藤輝明がファンブルして出塁。このエラーからオリックスは畳みかけて1死二・三塁とすると宗の2点適時打で3-3の同点に追いつき、才木のシリーズ初登板初勝利が消えた。さらに安打が続き阪神は石井に交代、その後は島本、さらには6月15日以来の一軍登板となった湯浅京己を投入して8回まで逆転を阻止した。対するオリックスも走者を許しながらも小木田と宇田川で1イニングずつを抑えた。9回表、オリックスは阪神岩崎に対して得点圏に走者を置くもゴンザレスが打ち取られ無得点。その裏、オリックスは前年の日本一胴上げ投手であるジェイコブ・ワゲスパックが登板。阪神は1死から近本が四球で出塁。続く中野を迎えるがワゲスパックは制球が定まらず、2度の暴投で三塁まで進塁させる。オリックスベンチはフルカウントとなったところで中嶋聡監督が申告敬遠を球審に通達。続く森下にも申告敬遠で本塁併殺を狙える1死満塁、不調の大山との勝負を選択した。大山はフルカウントの末、三遊間を破り左翼へのサヨナラ適時打を放った。阪神は連敗をストップし、2勝2敗のタイに戻した。オリックスは満塁策を打ち出すも実らなかった。

### 第5戦
|            | 1 | 2 | 3 | 4 | 5 | 6 | 7 | 8 | 9 | R | H  | E |
| ---------- | - | - | - | - | - | - | - | - | - | - | -- | - |
| オリックス | 0 | 0 | 0 | 1 | 0 | 0 | 1 | 0 | 0 | 2 | 7  | 2 |
| 阪神       | 0 | 0 | 0 | 0 | 0 | 0 | 0 | 6 | X | 6 | 10 | 3 |

1. ［オ］：田嶋（7回）、山﨑颯（0回1/3）、宇田川（0回0/3）、阿部（0回2/3） - 若月
2. ［神］：大竹（5回）、西純（1回1/3）、島本（0回1/3）、石井（0回1/3）、湯浅（1回）、岩崎（1回） - 坂本
3. 勝利：湯浅（1勝）
4. 敗戦：山﨑颯（1敗）
5. 本塁打
［オ］：ゴンザレス1号（4回ソロ・大竹）
6. 審判
［球審］福家
［塁審］川口（1B）、市川（2B）、深谷（3B）
［外審］石山（LL）、嶋田（RL）
7. 開始：18時03分 試合時間：3時間28分[31]

打順
| オリックス | オリックス | オリックス   | オリックス | オリックス | オリックス | オリックス | オリックス | オリックス | オリックス | オリックス |
| 打 順      | 守 備      | 選 手        | 打 席      | 得 点      | 安 打      | 打 点      | 盗 塁      | 犠 打      | 四 死 球   | 三 振      |
| ---------- | ---------- | ------------ | ---------- | ---------- | ---------- | ---------- | ---------- | ---------- | ---------- | ---------- |
| 1          | [中左]     | 廣岡大志     | 5          | 0          | 0          | 0          | 0          | 0          | 0          | 1          |
| 2          | [三]       | 宗佑磨       | 5          | 1          | 1          | 0          | 0          | 0          | 0          | 1          |
| 3          | [右]       | 森友哉       | 4          | 0          | 0          | 0          | 0          | 0          | 0          | 1          |
| 4          | [一]       | 頓宮裕真     | 4          | 0          | 1          | 0          | 0          | 0          | 1          | 0          |
|            | 走二       | 安達了一     | 0          | 0          | 0          | 0          | 0          | 0          | 0          | 0          |
| 5          | [左]       | 杉本裕太郎   | 3          | 0          | 0          | 0          | 0          | 0          | 0          | 1          |
|            | 中         | 中川圭太     | 1          | 0          | 0          | 0          | 0          | 0          | 0          | 0          |
| 6          | [二一]     | M.ゴンザレス | 4          | 1          | 2          | 1          | 0          | 0          | 0          | 0          |
| 7          | [遊]       | 紅林弘太郎   | 4          | 0          | 2          | 0          | 0          | 0          | 0          | 1          |
| 8          | [捕]       | 若月健矢     | 4          | 0          | 0          | 0          | 0          | 0          | 0          | 3          |
| 9          | [投]       | 田嶋大樹     | 3          | 0          | 1          | 0          | 0          | 0          | 1          | 0          |
|            | 投         | 山﨑颯一郎   | 0          | 0          | 0          | 0          | 0          | 0          | 0          | 0          |
|            | 投         | 宇田川優希   | 0          | 0          | 0          | 0          | 0          | 0          | 0          | 0          |
|            | 投         | 阿部翔太     | 0          | 0          | 0          | 0          | 0          | 0          | 0          | 0          |
|            | 打         | 大城滉二     | 1          | 0          | 0          | 0          | 0          | 0          | 0          | 0          |

| 阪神  | 阪神  | 阪神       | 阪神  | 阪神  | 阪神  | 阪神  | 阪神  | 阪神  | 阪神     | 阪神  |
| 打 順 | 守 備 | 選 手      | 打 席 | 得 点 | 安 打 | 打 点 | 盗 塁 | 犠 打 | 四 死 球 | 三 振 |
| ----- | ----- | ---------- | ----- | ----- | ----- | ----- | ----- | ----- | -------- | ----- |
| 1     | [中]  | 近本光司   | 4     | 1     | 2     | 1     | 0     | 0     | 0        | 1     |
| 2     | [二]  | 中野拓夢   | 4     | 0     | 1     | 0     | 0     | 2     | 0        | 0     |
| 3     | [右]  | 森下翔太   | 4     | 1     | 1     | 2     | 0     | 0     | 0        | 0     |
| 4     | [一]  | 大山悠輔   | 4     | 1     | 1     | 1     | 0     | 0     | 0        | 1     |
| 5     | [左]  | S.ノイジー | 4     | 0     | 0     | 0     | 0     | 0     | 1        | 0     |
|       | 走左  | 島田海吏   | 0     | 1     | 0     | 0     | 0     | 0     | 0        | 0     |
| 6     | [三]  | 佐藤輝明   | 4     | 0     | 1     | 0     | 0     | 0     | 0        | 1     |
| 7     | [捕]  | 坂本誠志郎 | 4     | 0     | 2     | 2     | 0     | 0     | 0        | 0     |
| 8     | [遊]  | 木浪聖也   | 4     | 1     | 1     | 0     | 0     | 1     | 1        | 0     |
| 9     | [投]  | 大竹耕太郎 | 1     | 0     | 0     | 0     | 0     | 0     | 0        | 1     |
|       | 打    | 渡邉諒     | 1     | 0     | 0     | 0     | 0     | 0     | 0        | 0     |
|       | 投    | 西純矢     | 0     | 0     | 0     | 0     | 0     | 0     | 0        | 0     |
|       | 投    | 島本浩也   | 0     | 0     | 0     | 0     | 0     | 0     | 0        | 0     |
|       | 投    | 石井大智   | 0     | 0     | 0     | 0     | 0     | 0     | 0        | 0     |
|       | 投    | 湯浅京己   | 0     | 0     | 0     | 0     | 0     | 0     | 0        | 0     |
|       | 打    | 糸原健斗   | 1     | 0     | 1     | 0     | 0     | 0     | 0        | 0     |
|       | 走    | 植田海     | 0     | 1     | 0     | 0     | 0     | 0     | 0        | 0     |
|       | 投    | 岩崎優     | 0     | 0     | 0     | 0     | 0     | 0     | 0        | 0     |

投手
| オリックス | オリックス | オリックス | オリックス | オリックス | オリックス | オリックス  | オリックス | オリックス | オリックス | オリックス | オリックス |
| 選 手      | 選 手      | 投 球 数   | 打 者      | 投 球 回   | 被 安 打   | 被 本 塁 打 | 与 四 球   | 与 死 球   | 奪 三 振   | 失 点      | 自 責 点   |
| ---------- | ---------- | ---------- | ---------- | ---------- | ---------- | ----------- | ---------- | ---------- | ---------- | ---------- | ---------- |
|            | 田嶋大樹   | 83         | 25         | 7.0        | 4          | 0           | 1          | 0          | 4          | 0          | 0          |
| 敗         | 山﨑颯一郎 | 15         | 4          | 0.1        | 3          | 0           | 0          | 0          | 0          | 3          | 2          |
|            | 宇田川優希 | 11         | 2          | 0.0        | 2          | 0           | 0          | 0          | 0          | 2          | 2          |
|            | 阿部翔太   | 16         | 4          | 0.2        | 1          | 0           | 1          | 0          | 0          | 1          | 1          |

| 阪神  | 阪神       | 阪神     | 阪神  | 阪神     | 阪神     | 阪神        | 阪神     | 阪神     | 阪神     | 阪神  | 阪神     |
| 選 手 | 選 手      | 投 球 数 | 打 者 | 投 球 回 | 被 安 打 | 被 本 塁 打 | 与 四 球 | 与 死 球 | 奪 三 振 | 失 点 | 自 責 点 |
| ----- | ---------- | -------- | ----- | -------- | -------- | ----------- | -------- | -------- | -------- | ----- | -------- |
|       | 大竹耕太郎 | 82       | 21    | 5.0      | 6        | 1           | 0        | 0        | 4        | 1     | 1        |
|       | 西純矢     | 32       | 7     | 1.1      | 1        | 0           | 1        | 0        | 1        | 1     | 0        |
|       | 島本浩也   | 4        | 2     | 0.1      | 0        | 0           | 0        | 0        | 0        | 0     | 0        |
|       | 石井大智   | 8        | 2     | 0.1      | 0        | 0           | 1        | 0        | 0        | 0     | 0        |
| 勝    | 湯浅京己   | 13       | 3     | 1.0      | 0        | 0           | 0        | 0        | 2        | 0     | 0        |
|       | 岩崎優     | 13       | 3     | 1.0      | 0        | 0           | 0        | 0        | 1        | 0     | 0        |

阪神は現役ドラフトで福岡ソフトバンクホークスから移籍し、規定投球回未満ながらも12勝を挙げた大竹耕太郎、オリックスは田嶋大樹が先発。
3回まで両チーム無得点だったが、4回表、オリックスがゴンザレスのソロ本塁打で1点を先制する。7回表、オリックスは2死一塁の場面で森友哉が二塁へのゴロを放ったが、これを二塁手・中野が後逸。その間に走者の宗は一気に三塁に進塁するが、後逸したボールを右翼手の森下がファンブルし、その隙に宗が生還。思わぬ形で2点目が入った。オリックス先発の田嶋は7回を4安打1四球で無失点に抑え阪神打線を封じていたが、8回に山崎颯一郎にスイッチ。巧みな継投術や采配で優勝に導いた中嶋監督だったが、この采配が大誤算となる。阪神の先頭、木浪の内野安打が二塁手・安達の失策で進塁を許すこととなり、これが阪神に流れが傾くきっかけとなった。代打の糸原健斗も繋いで無死一・三塁とすると、近本の適時打でようやく得点し1点差に詰め寄る。さらに、7回に2点目を献上するきっかけとなる後逸をした中野の送りバントで1死二・三塁の形を作り同点及び逆転のチャンスとなる。森下を迎えたところでオリックスは山崎颯一郎を諦め、レギュラーシーズンでもなかったシリーズ3連投、4試合連続登板となる宇田川を投入。森下はその宇田川から2点適時三塁打を放ち逆転に成功し、適時失策の汚名を返上した。こうなると甲子園に詰めかけた阪神ファンのボルテージは最高潮に達し、勢いに乗せられた阪神打線は前の試合でサヨナラ打を放った大山、キャッチャーの坂本にも適時打が飛び出し、この回一挙6点を挙げ試合を決めた。9回は抑えの岩崎が登板し、3者凡退に打ち取り阪神が勝利。38年ぶり日本一に王手を掛けた。オリックスは8回の継投策が裏目となり、勢いに乗った阪神の連続得点と阪神ファンの波にのまれ後がなくなった。

### 第6戦
|            | 1 | 2 | 3 | 4 | 5 | 6 | 7 | 8 | 9 | R | H | E |
| ---------- | - | - | - | - | - | - | - | - | - | - | - | - |
| 阪神       | 0 | 1 | 0 | 0 | 0 | 0 | 0 | 0 | 0 | 1 | 9 | 0 |
| オリックス | 0 | 2 | 0 | 0 | 2 | 0 | 0 | 1 | X | 5 | 8 | 0 |

1. ［神］：村上（5回）、西勇（3回） - 坂本
2. ［オ］：山本（9回） - 若月
3. 勝利：山本（1勝1敗）
4. 敗戦：村上（1勝1敗）
5. 本塁打
［神］：ノイジー1号（2回ソロ・山本）
［オ］：紅林1号（5回2ラン・村上）、頓宮2号（8回ソロ・西勇）
6. 審判
［球審］深谷
［塁審］市川（1B）、石山（2B）、嶋田（3B）
［外審］津川（LL）、川口（RL）
7. 開始：18時33分 試合時間：3時間01分[32]

打順
| 阪神  | 阪神  | 阪神       | 阪神  | 阪神  | 阪神  | 阪神  | 阪神  | 阪神  | 阪神     | 阪神  |
| 打 順 | 守 備 | 選 手      | 打 席 | 得 点 | 安 打 | 打 点 | 盗 塁 | 犠 打 | 四 死 球 | 三 振 |
| ----- | ----- | ---------- | ----- | ----- | ----- | ----- | ----- | ----- | -------- | ----- |
| 1     | [中]  | 近本光司   | 5     | 0     | 1     | 0     | 0     | 0     | 0        | 1     |
| 2     | [二]  | 中野拓夢   | 4     | 0     | 2     | 0     | 0     | 0     | 0        | 1     |
| 3     | [右]  | 森下翔太   | 4     | 0     | 0     | 0     | 0     | 0     | 0        | 3     |
| 4     | [一]  | 大山悠輔   | 4     | 0     | 0     | 0     | 0     | 0     | 0        | 2     |
| 5     | [左]  | S.ノイジー | 4     | 1     | 1     | 1     | 0     | 0     | 0        | 0     |
| 6     | [三]  | 佐藤輝明   | 4     | 0     | 1     | 0     | 0     | 0     | 0        | 1     |
| 7     | [指]  | 糸原健斗   | 4     | 0     | 2     | 0     | 0     | 0     | 0        | 1     |
| 8     | [遊]  | 木浪聖也   | 4     | 0     | 2     | 0     | 0     | 0     | 0        | 2     |
| 9     | [捕]  | 坂本誠志郎 | 3     | 0     | 0     | 0     | 0     | 0     | 1        | 2     |
|       | 打    | 渡邉諒     | 1     | 0     | 0     | 0     | 0     | 0     | 0        | 1     |

| オリックス | オリックス | オリックス   | オリックス | オリックス | オリックス | オリックス | オリックス | オリックス | オリックス | オリックス |
| 打 順      | 守 備      | 選 手        | 打 席      | 得 点      | 安 打      | 打 点      | 盗 塁      | 犠 打      | 四 死 球   | 三 振      |
| ---------- | ---------- | ------------ | ---------- | ---------- | ---------- | ---------- | ---------- | ---------- | ---------- | ---------- |
| 1          | [中]       | 中川圭太     | 4          | 1          | 2          | 1          | 0          | 0          | 0          | 0          |
| 2          | [三]       | 宗佑磨       | 4          | 0          | 0          | 0          | 0          | 2          | 0          | 0          |
| 3          | [遊]       | 紅林弘太郎   | 4          | 1          | 1          | 2          | 0          | 0          | 3          | 0          |
| 4          | [右]       | 森友哉       | 4          | 0          | 0          | 0          | 0          | 0          | 0          | 0          |
|            | 右         | 小田裕也     | 0          | 0          | 0          | 0          | 0          | 0          | 0          | 0          |
| 5          | [一]       | 頓宮裕真     | 4          | 1          | 1          | 1          | 0          | 0          | 0          | 1          |
|            | 二         | 大城滉二     | 0          | 0          | 0          | 0          | 0          | 0          | 0          | 0          |
| 6          | [二一]     | M.ゴンザレス | 4          | 1          | 1          | 0          | 0          | 0          | 0          | 1          |
| 7          | [左]       | 杉本裕太郎   | 2          | 1          | 1          | 0          | 0          | 0          | 1          | 0          |
|            | 走左       | 福田周平     | 2          | 0          | 1          | 0          | 0          | 0          | 0          | 0          |
| 8          | [指]       | L.セデーニョ | 3          | 0          | 0          | 0          | 0          | 0          | 0          | 3          |
|            | 打指       | T-岡田       | 1          | 0          | 0          | 0          | 0          | 0          | 0          | 0          |
| 9          | [捕]       | 若月健矢     | 3          | 0          | 1          | 1          | 0          | 0          | 0          | 0          |

投手
| 阪神  | 阪神     | 阪神     | 阪神  | 阪神     | 阪神     | 阪神        | 阪神     | 阪神     | 阪神     | 阪神  | 阪神     |
| 選 手 | 選 手    | 投 球 数 | 打 者 | 投 球 回 | 被 安 打 | 被 本 塁 打 | 与 四 球 | 与 死 球 | 奪 三 振 | 失 点 | 自 責 点 |
| ----- | -------- | -------- | ----- | -------- | -------- | ----------- | -------- | -------- | -------- | ----- | -------- |
| 敗    | 村上頌樹 | 82       | 23    | 5.0      | 6        | 1           | 2        | 1        | 3        | 4     | 4        |
|       | 西勇輝   | 52       | 12    | 3.0      | 2        | 1           | 1        | 0        | 2        | 1     | 1        |

| オリックス | オリックス | オリックス | オリックス | オリックス | オリックス | オリックス  | オリックス | オリックス | オリックス | オリックス | オリックス |
| 選 手      | 選 手      | 投 球 数   | 打 者      | 投 球 回   | 被 安 打   | 被 本 塁 打 | 与 四 球   | 与 死 球   | 奪 三 振   | 失 点      | 自 責 点   |
| ---------- | ---------- | ---------- | ---------- | ---------- | ---------- | ----------- | ---------- | ---------- | ---------- | ---------- | ---------- |
| 勝         | 山本由伸   | 138        | 37         | 9.0        | 9          | 1           | 0          | 1          | 14         | 1          | 1          |

京セラドームに再度場を移した第6戦はオリックスが山本、阪神が村上の初戦と同じ先発の投げ合いとなった。
2回表、阪神がノイジーのソロ本塁打で1点を先制する。阪神の選手が日本シリーズで本塁打を記録するのは2003年のシリーズ第7戦で広澤克己が記録して以来実に20年ぶりで、外国人選手に限定すれば1985年の第3戦でランディ・バースが記録して以来38年ぶりだった。2回裏、オリックスは無死二・三塁のチャンスを作るとレアンドロ・セデーニョは三振に倒れるも、次打者の若月が適時打を放ち同点に追いつく。なおも1死一・三塁のチャンスで続く中川圭太のあわや本塁打性の犠飛で逆転する。5回裏には紅林の2ラン本塁打で2点を追加。阪神は6回から第2戦で先発した西勇が2番手で登板。7回までを無失点に抑える。8回もマウンドに上がったが、頓宮にソロ本塁打が飛び出しオリックスが4点にリードを広げた。オリックス先発の山本は9安打を浴びながらもシリーズ新記録となる14奪三振を記録。9回138球の熱投で日本シリーズ5度目の登板にして初勝利となる完投勝利を挙げ、敗戦投手となった初戦のリベンジに成功した。オリックスの投手によるシリーズでの完投勝利は前身の阪急を含めると1978年・対ヤクルト第6戦での白石静生以来45年ぶりで、二桁奪三振での完投勝利は2013年の田中将大（楽天、対巨人第2戦）以来10年ぶり。オリックスがエースの活躍で日本一に逆王手を掛けた。オリックスは前年から連続して第7戦を戦うことになったが、日本シリーズで同一球団が2年以上続けて第7戦を戦うのは2010年、2011年の中日ドラゴンズが記録して以来12年ぶりとなった。

### 第7戦
|            | 1 | 2 | 3 | 4 | 5 | 6 | 7 | 8 | 9 | R | H  | E |
| ---------- | - | - | - | - | - | - | - | - | - | - | -- | - |
| 阪神       | 0 | 0 | 0 | 3 | 3 | 0 | 0 | 0 | 1 | 7 | 12 | 0 |
| オリックス | 0 | 0 | 0 | 0 | 0 | 0 | 0 | 0 | 1 | 1 | 8  | 1 |

1. ［神］：青柳（4回2/3）、島本（0回1/3）、伊藤将（3回）、桐敷（0回2/3）、岩崎（0回1/3） - 坂本
2. ［オ］：宮城（4回2/3）、比嘉（0回1/3）、小木田（1回）、宇田川（1回）、山﨑颯（1回）、東（1回） - 森
3. 勝利：伊藤将（1勝1敗）
4. 敗戦：宮城（1勝1敗）
5. 本塁打
［神］：ノイジー2号（4回3ラン・宮城）
［オ］：頓宮3号（9回ソロ・岩崎）
6. 審判
［球審］嶋田
［塁審］石山（1B）、津川（2B）、川口（3B）
［外審］福家（LL）、市川（RL）
7. 開始：18時34分 試合時間：3時間10分[34]

打順
| 阪神  | 阪神  | 阪神       | 阪神  | 阪神  | 阪神  | 阪神  | 阪神  | 阪神  | 阪神     | 阪神  |
| 打 順 | 守 備 | 選 手      | 打 席 | 得 点 | 安 打 | 打 点 | 盗 塁 | 犠 打 | 四 死 球 | 三 振 |
| ----- | ----- | ---------- | ----- | ----- | ----- | ----- | ----- | ----- | -------- | ----- |
| 1     | [中]  | 近本光司   | 5     | 1     | 4     | 0     | 0     | 0     | 0        | 1     |
| 2     | [二]  | 中野拓夢   | 5     | 1     | 0     | 0     | 0     | 1     | 0        | 0     |
| 3     | [右]  | 森下翔太   | 5     | 2     | 3     | 2     | 0     | 0     | 0        | 1     |
| 4     | [一]  | 大山悠輔   | 5     | 1     | 1     | 1     | 0     | 0     | 1        | 0     |
| 5     | [左]  | S.ノイジー | 5     | 1     | 2     | 4     | 0     | 0     | 0        | 0     |
| 6     | [指]  | 原口文仁   | 3     | 0     | 0     | 0     | 0     | 0     | 0        | 1     |
|       | 打指  | 糸原健斗   | 1     | 0     | 0     | 0     | 0     | 0     | 0        | 0     |
| 7     | [三]  | 佐藤輝明   | 4     | 0     | 0     | 0     | 0     | 0     | 0        | 3     |
| 8     | [遊]  | 木浪聖也   | 4     | 0     | 1     | 0     | 0     | 0     | 0        | 0     |
| 9     | [捕]  | 坂本誠志郎 | 4     | 1     | 1     | 0     | 0     | 1     | 0        | 2     |

| オリックス | オリックス | オリックス   | オリックス | オリックス | オリックス | オリックス | オリックス | オリックス | オリックス | オリックス |
| 打 順      | 守 備      | 選 手        | 打 席      | 得 点      | 安 打      | 打 点      | 盗 塁      | 犠 打      | 四 死 球   | 三 振      |
| ---------- | ---------- | ------------ | ---------- | ---------- | ---------- | ---------- | ---------- | ---------- | ---------- | ---------- |
| 1          | [中]       | 中川圭太     | 4          | 0          | 0          | 0          | 0          | 0          | 0          | 0          |
| 2          | [三]       | 宗佑磨       | 4          | 0          | 1          | 0          | 0          | 0          | 1          | 0          |
| 3          | [遊]       | 紅林弘太郎   | 4          | 0          | 1          | 0          | 0          | 0          | 0          | 2          |
| 4          | [捕]       | 森友哉       | 4          | 0          | 0          | 0          | 0          | 0          | 0          | 1          |
| 5          | [一]       | 頓宮裕真     | 4          | 1          | 1          | 1          | 0          | 0          | 0          | 0          |
| 6          | [二]       | M.ゴンザレス | 4          | 0          | 1          | 0          | 0          | 0          | 0          | 1          |
| 7          | [指]       | 杉本裕太郎   | 4          | 0          | 0          | 0          | 0          | 0          | 0          | 1          |
| 8          | [右]       | 野口智哉     | 3          | 0          | 1          | 0          | 0          | 0          | 0          | 0          |
| 9          | [左]       | 福田周平     | 3          | 0          | 3          | 0          | 0          | 0          | 0          | 0          |

投手
| 阪神  | 阪神     | 阪神     | 阪神  | 阪神     | 阪神     | 阪神        | 阪神     | 阪神     | 阪神     | 阪神  | 阪神     |
| 選 手 | 選 手    | 投 球 数 | 打 者 | 投 球 回 | 被 安 打 | 被 本 塁 打 | 与 四 球 | 与 死 球 | 奪 三 振 | 失 点 | 自 責 点 |
| ----- | -------- | -------- | ----- | -------- | -------- | ----------- | -------- | -------- | -------- | ----- | -------- |
|       | 青柳晃洋 | 79       | 19    | 4.2      | 4        | 0           | 1        | 0        | 3        | 0     | 0        |
|       | 島本浩也 | 6        | 1     | 0.1      | 0        | 0           | 0        | 0        | 0        | 0     | 0        |
| 勝    | 伊藤将司 | 32       | 9     | 3.0      | 1        | 0           | 0        | 0        | 2        | 0     | 0        |
|       | 桐敷拓馬 | 12       | 2     | 0.2      | 1        | 0           | 0        | 0        | 0        | 0     | 0        |
|       | 岩崎優   | 7        | 3     | 0.1      | 2        | 1           | 0        | 0        | 0        | 1     | 1        |

| オリックス | オリックス | オリックス | オリックス | オリックス | オリックス | オリックス  | オリックス | オリックス | オリックス | オリックス | オリックス |
| 選 手      | 選 手      | 投 球 数   | 打 者      | 投 球 回   | 被 安 打   | 被 本 塁 打 | 与 四 球   | 与 死 球   | 奪 三 振   | 失 点      | 自 責 点   |
| ---------- | ---------- | ---------- | ---------- | ---------- | ---------- | ----------- | ---------- | ---------- | ---------- | ---------- | ---------- |
| 敗         | 宮城大弥   | 74         | 20         | 4.2        | 5          | 1           | 0          | 1          | 5          | 5          | 5          |
|            | 比嘉幹貴   | 18         | 4          | 0.1        | 3          | 0           | 0          | 0          | 1          | 1          | 1          |
|            | 小木田敦也 | 15         | 5          | 1.0        | 1          | 0           | 0          | 0          | 1          | 0          | 0          |
|            | 宇田川優希 | 8          | 3          | 1.0        | 0          | 0           | 0          | 0          | 0          | 0          | 0          |
|            | 山﨑颯一郎 | 13         | 4          | 1.0        | 1          | 0           | 0          | 0          | 1          | 0          | 0          |
|            | 東晃平     | 14         | 5          | 1.0        | 2          | 0           | 0          | 0          | 0          | 1          | 1          |

フルセットで迎えた令和初の最終戦。オリックスは第2戦の先発から中6日で先発の宮城、阪神はクライマックスシリーズ含め初登板初先発の青柳晃洋。
3回まで両チームとも無得点であったが、阪神は4回表1死から森下が左前安打、大山が0ボール2ストライクからの死球のあとノイジーの2試合連続となるシリーズ第2号3ラン本塁打で3点を先制する。5回表、1死一・二塁で中野の遊撃ゴロが一塁で一度はアウトの判定も阪神側からのリクエストで覆り、併殺崩れで2死一・三塁となる。ここでオリックスは先発の宮城に代え、2番手に比嘉幹貴をマウンドに送る。阪神はその比嘉から森下、大山、ノイジーの3者連続適時打で更に3点を入れリードを6点に広げた。先発の青柳はその裏、2死一・二塁となったところで降板し、2番手として島本浩也がマウンドに上がる。青柳は勝利投手の権利目前での降板となったが、この大舞台で4回2/3を無失点に抑え起用に応えた。島本は宗を打ち取り無失点に抑えた。6回からは第3戦の先発の伊藤将司が登板。8回までの3イニングを無失点に抑え、第3戦のリベンジを果たした。オリックスは9回に第3戦に先発した東が登板。阪神は先頭の近本が一塁内野安打で出塁。その後1死二塁となり、森下の中前適時打で7点目を追加した。その裏、阪神は桐敷が登板。オリックスは先頭の紅林が右前安打で出塁するが、続く森が併殺打に打ち取られ2死となったところで阪神は桐敷から抑えの岩崎に交代。しかし、頓宮が初球を振り抜き、左翼席上段に飛び込むシリーズ第3号ソロ本塁打でオリックスが1点を返す。続くゴンザレスも中前安打で出塁するが、最後は杉本裕太郎が左飛に打ち取られゲームセット。阪神がオリックスとの関西ダービーを制し、1985年以来38年ぶりの日本一に輝いた。
一方オリックスは前身阪急時代の1975年から1977年に日本一3連覇を達成して以来の日本一連覇とはならなかった。また、前日完投勝利を挙げた山本由伸はこの年の12月にポスティングシステムを行使してロサンゼルス・ドジャースへ移籍したため、これが自身にとって最後の日本シリーズ出場となった。

#### 阪神の日本一により記録された事項
- 阪神の日本一は、1リーグ時代を含めば6回目。1リーグ時代最後の優勝は1947年であり、38年後の1985年に2リーグ分立後初の日本一になっており、38年間隔で阪神が日本一になっている。
- 関東地方以外のセ・リーグの球団の日本一は2007年の中日ドラゴンズ以来16年ぶり。ただし、当時の中日はセ・リーグ初にしてかつ唯一の2位以下であり、かつパ・リーグを合わせて初のリーグ優勝をしていない状態での日本一であったため、関東地方以外のセ・リーグの球団の完全制覇（リーグ優勝と日本一を同時に達成すること）は1985年の阪神タイガース以来38年ぶりとなる。そのため、関東地方以外のセ・リーグで完全制覇を達成した最新球団は阪神のままである。
- セ・リーグの御三家の球団[注 42]の日本一は2012年の読売ジャイアンツ以来11年ぶりであり、令和では初めてとなる。
- 卯年のセ・リーグの日本一は1963年の読売ジャイアンツ以来60年ぶり3回目であり、これで各干支と各リーグでの日本一が最も遠下がっている組み合わせは未年のセ・リーグとなり、1979年の広島東洋カープが最後となっている。
- 阪神がオリックスに4勝3敗で勝利し、38年ぶり2回目の日本一を決めた。38年のブランクは史上3位タイの長さである[注 43]。
  - 21世紀に日本一を経験するのは史上10球団目。なお、21世紀になってからも日本一を経験していない球団はいずれもセ・リーグの広島（1984年）とDeNA（1998年）の2球団であり、平成以降でも広島の1球団だけとなった。その後、翌年の日本シリーズ（2024年）でDeNAがリーグ3位からの日本一となったため、21世紀になってから一度も日本一を経験していない球団は広島だけとなった。
- セ・リーグ球団が日本一になるのは2021年のヤクルト以来、37度目。本シリーズの結果で両リーグ37対37のタイになった。また、セ・リーグが0年から9年までの10年間での同年代で2回以上の複数回日本一になったのは2000年代以来から20年代ぶりとなる[注 44]。
- 令和で日本一になったのはソフトバンク、ヤクルト、オリックスに続いて4球団目（セ・リーグでは2球団目）だが、平成で日本一なしの球団が日本一になるのは阪神が初めて。
- 京セラドーム大阪での日本一決定が1997年の開場以来初めて実現した[注 45][注 46]。
- 前年日本一となった球団の日本シリーズ敗退は10チーム目。2022年のヤクルトに続き2年連続は史上初めて。
- セ・リーグが第7戦で日本一になったのは1993年のヤクルトスワローズ以来約30年ぶりとなる。
- 2005年創設の楽天を除く11球団が2度以上の日本シリーズ優勝を記録した。
- 阪神の岡田彰布監督は2010年～2012年途中まで指揮したオリックスを下した。なお、監督指揮経験のある球団を破っての日本一は三原脩に続いて2人目。年長での日本一は星野仙一に次ぐ[35][注 47]。ちなみに、岡田監督は「阪神の選手（1985年）と監督（2023年）で日本一を達成」したことにもなる。阪神の監督で2度日本シリーズを経験したのは藤本定義に次いで2人目となるが、藤本は1962年、1964年と日本一を逃している。
- 早稲田大学出身のプロ野球監督で日本一を成し遂げたのは三原、広岡達朗に次いで岡田監督が3人目で、広岡が率いていた1983年の西武以来40年ぶり[注 48]。
- 阪神が3勝3敗での第7戦は3度目で初めて勝利した。前回の1964年の関西対決で阪神は南海に3勝4敗で敗れたが、その雪辱を果たし、日本シリーズでは初めての関西の球場での胴上げ日本一が実現した。
- 兵庫県を本拠とする球団の日本一は、1996年のオリックス（ブルーウェーブ）以来27年ぶり6回目[注 49]。
- オリックスは2021年から日本シリーズ敗退→日本シリーズ優勝→日本シリーズ敗退の結果だが、これは史上初めて。
- 日本シリーズの星取が「①❷❸④⑤❻⑦」は初めて。
- ヤクルト、オリックスに続いて3年連続で最終戦がビジターである球団が日本一になった。
- 今シリーズは偶数試合終了時すべて成績はタイ[注 50]だった。これは2013年の楽天対巨人以来で9回目である。ちなみに、得失点も偶数試合終了時すべてタイであった[注 51]。

## 表彰選手
最高殊勲選手賞（MVP）
近本光司（阪神）
打率.483（29打数14安打）、4打点でシリーズ首位打者。第1戦と第4戦で3安打、第7戦で4安打と3度の猛打賞の活躍で日本一に大きく貢献した。阪神の選手の受賞は1985年のランディ・バース以来で、日本人選手としては球団史上初。
敢闘選手賞
紅林弘太郎（オリックス）
打率.400（20打数8安打）、1本塁打、3打点。第2戦以降6試合連続で安打を記録し、第6戦では本塁打を放つなど攻守にわたって活躍。
優秀選手賞
森下翔太（阪神）
打率.267（30打数8安打）、7打点でシリーズ打点王（新人選手によるシリーズ打点の新記録）。第3戦で反撃ののろしとなる2点タイムリー、第5戦での逆転2点タイムリー三塁打など、要所での活躍が光った。
シェルドン・ノイジー（阪神）
打率.280（25打数7安打）、2本塁打、5打点。第6戦で山本から先制ソロ、日本一を決めた第7戦で宮城大弥から先制3ランを放つ。ちなみに阪神の今シリーズのチーム本塁打はこの2本のみである。
山本由伸（オリックス）
2試合登板、1勝1敗、防御率4.91（投球回数14回2/3、自責点8）。第1戦で7失点ノックアウトも、第6戦で日本シリーズ新記録となる1試合14奪三振をマーク、138球完投で自身日本シリーズ初勝利を挙げた。
協賛特別賞（SMBCみんなの声援賞）
大山悠輔（阪神）
打率.179（28打数5安打）と低打率にあえぐも、第4戦のサヨナラヒットなど4打点の活躍を見せた。

## 記録

### 新記録
第2戦
- 8点差以上で敗戦した次の試合で8点差以上で勝利：オリックス（第1戦：0-8→第2戦：8-0）※史上最大点差[36][注 52]

第3戦
- 日本シリーズ最年長セーブ：平野佳寿（39歳7か月）[37][注 53]

第4戦
- 1球ホールド：湯浅京己 ※史上最少タイ、史上4人目[38]
- 1イニング3四球：阪神（9回）※史上最多タイ、10度目[39]
- 1イニング3与四球：J.ワゲスパック（9回）※史上最多タイ、9人目10度目
- 1試合3暴投：オリックス ※史上最多タイ、2度目

第5戦
- チーム1試合2三塁打：阪神（森下翔太、坂本誠志郎）※2016年の日本ハム以来、史上9度目[40]となる最多タイ記録[39]
- チーム1イニング2三塁打：同上（8回）※初[40]
- 第5戦までにチーム8失策：阪神 ※1974年のロッテ以来、史上3度目となる最多記録[41]

第6戦
- 1試合14奪三振：山本由伸 ※史上最多[42][注 54]
- シリーズ通算2度目の二桁奪三振：山本由伸（2021年第6戦にも記録）※史上最多タイ、史上4人目[42]
- 捕手ゲーム14刺殺：若月健矢 ※史上最多タイ、史上2人目[39]

第7戦
- 1試合4安打：近本光司 ※史上最多タイ、史上24人目28度目[43]

シリーズ通算
- シリーズ3度の猛打賞：近本光司 ※史上最多タイ、史上4人目[43]
- 新人シリーズ通算7打点：森下翔太 ※新人史上最多[44]

その他
- 日本シリーズ通算14試合連続無本塁打：阪神（2005年第1戦 - 本年第5戦）※史上最長[45][注 55]

### その他の記録
第1戦
- 同一チームの1番・2番が猛打賞：阪神（1番・近本光司、2番・中野拓夢）※1994年第4戦の西武（1番・辻発彦、2番・大塚光二）以来4度目、セ・リーグでは初[47]
- 前年まで公式戦通算0勝の投手が日本シリーズ開幕投手：村上頌樹 ※2021年の奥川恭伸に次いで史上2人目、勝利投手となったのは日本人史上初[48]

第2戦
- 完封負けの次の試合で完封勝ち：オリックス（第1戦：0-8→第2戦：8-0）※1994年の巨人（第1戦：0-11→第2戦：1-0）以来6度目、同一スコアでは1954年の西鉄（第2戦0-5→第3戦5-0）以来2度目[36]

第3戦
- 育成ドラフト出身の選手が初登板初勝利：東晃平 ※2011年の山田大樹、2017年の石川柊太に次いで史上3人目[49]

第5戦
- 新人が決勝打：森下翔太 ※2010年の大島洋平以来11人目12度目[50]
- 新人が逆転打：同上 ※ 1962年の青野修三、1982年の上川誠二に次いで史上3人目[50]
- 新人が逆転決勝打：同上 ※史上初[50]
- 新人が3試合連続打点：同上 ※1962年の岩下光一（4試合）、1981年の原辰徳（3試合）に次いで史上3人目[50]

その他
- 第2戦まで両チーム本塁打無し ※1964年以来2度目[51]
- 両チーム6失策以上 ※1983年以来史上6度目[41]
- シリーズ通算14安打：近本光司 ※1962年の吉田義男（16安打）、1984年の高橋慶彦に次いで歴代3位[43]

## テレビ・ラジオ放送およびネット配信
日本シリーズはレギュラーシーズンとは異なり、（一社）日本野球機構管轄のため、あらかじめ放送権を指定されている。なお雨天等により順延の場合は、各戦のテレビ中継もスライドとなる。

### テレビ放送
本シリーズはフジテレビ系列・TBS系列が2試合ずつ、テレビ東京系列・日本テレビ系列・テレビ朝日系列が1試合ずつ放映権を持つ。テレビ東京系列では2021年（オリックス×ヤクルト）第2戦以来2年ぶり、日本テレビ系列は2020年（巨人×ソフトバンク）第2戦以来3年ぶりに放映権を獲得した。
フジテレビ系列は2014年（ソフトバンク×阪神）第4戦から10年連続、テレビ朝日系列は2020年（ソフトバンク×巨人）第3戦から4年連続、TBS系列は2021年（オリックス×ヤクルト）第6戦から3年連続で放映権を獲得したことになる。今シリーズは史上初めて5系列の民放テレビネットワーク全てで最低1試合の中継が実施された（第2戦終了時点で確定）。
京セラドーム大阪で行われた4試合はそれぞれ在京キー局が製作を主導し、関西テレビアナウンサーによる実況で進行した第1・7戦を除き出演者もキー局の関係者が多数を占めた。一方、阪神甲子園球場で施行された第3戦 - 第5戦は在阪民放（毎日放送・読売テレビ・朝日放送テレビ）が主体となって制作し、特に朝日放送テレビの中継に於いてキー局テレビ朝日は制作著作・制作協力いずれの形でも大きく関与せず（ノンクレジット扱いでのスタッフ派遣の有無は不明）、テレビ朝日からの解説者・アナウンサーの派遣もなかった。
NHK（日本放送協会）は第4戦・第6戦・第7戦を除く4試合をBS1にて中継する。なお、BS1は2023年12月1日にBSプレミアムと統合されて「NHK BS」となるため、BS1として行う日本シリーズ中継は今回が最後になる。
レギュラーシーズンとは管轄が異なる関係上、阪神の保護地域である兵庫県を放送エリアとする独立放送局のサンテレビは放映権を獲得できなかった。過去に阪神が日本シリーズに進出した2003年と2005年は独立局の岐阜放送・三重テレビ・びわ湖放送・奈良テレビ・テレビ和歌山・KBS京都と共にテレビ東京系中継のネット受けを行ったが、今回は阪神が日本シリーズに進出する前から岐阜放送とテレビ和歌山を除く5局において『BOAT RACEプレミア ボートレースダービー』の中継（TOKYO MX制作）をすることが既に決まっていたなどの事情から7局共にネット受けは実施しなかった。

#### 第1戦（10月28日）
- フジテレビ（フジテレビ系列）≪地上波。制作協力：関西テレビ≫[56][注 61]
  - 放送時間 18:30 - 21:59（65分延長）

- NHK BS1≪BS≫[57]
  - 放送時間 18:15 - 22:20（20分延長）

- フジテレビONE≪有料CS≫[58] ※実況・解説は地上波と別制作（東京のスタジオでのオフチューブ　第7戦同文）
  - 放送時間 18:30 - 22:16

#### 第2戦（10月29日）
- テレビ東京（テレビ東京系列）≪地上波。制作協力：テーク・ワン[注 62]≫[59]
  - 放送時間 18:30 - 21:50（50分延長）[60]

- NHK BS1≪BS≫[61]
  - 放送時間 18:15 - 22:05（5分延長）

#### 第3戦（10月31日）
- 毎日放送（TBS系列）≪地上波。製作著作：TBSテレビ・毎日放送≫
  - 放送時間 18:00 - 22:00（定時終了のため、延長オプションなし）

- NHK BS1≪BS≫[62]
  - 放送時間 17:55 - 22:00（22:00-22:15までBS102chで放送）

- TBSチャンネル2≪有料CS≫[63] ※実況・解説は地上波と同一[注 63]
  - 放送時間 11月1日 3:30 - 7:00

#### 第4戦（11月1日）
- 読売テレビ（日本テレビ系列）≪地上波、制作協力：日本テレビ≫ [注 64][注 65]
  - 放送時間 17:53 - 22:14（80分延長）

#### 第5戦（11月2日）
- 朝日放送テレビ（テレビ朝日系列）≪地上波≫[64][注 66]
  - 放送時間 17:50 - 21:47（50分延長）[注 67]

- NHK BS1≪BS≫[65]
  - 放送時間 17:55 - 22:00（30分延長）

#### 第6戦（11月4日）
- TBSテレビ（TBS系列）≪地上波。制作協力：TBSスパークル・TBSアクト・毎日放送≫[66][注 68]
  - 放送時間 17:51 - 22:00（定時終了のため、延長オプションなし）[注 69][67]

- TBSチャンネル2≪有料CS≫[63]
  - 放送時間 11月5日 3:30 - 6:24

#### 第7戦（11月5日）
- フジテレビ（フジテレビ系列）≪地上波。制作協力：関西テレビ≫[注 70][68]
  - 放送時間 18:30 - 21:58（10分延長）[注 71]

- フジテレビONE≪有料CS≫[58]
  - 放送時間 18:30 - 22:42
  - この日はスカパー無料放送の日だが当番組は対象外

### ラジオ放送
テレビ局と異なり、ラジオ局は1試合単位ではなくシリーズ全試合を放送する。
- NHKラジオ第1では、全試合を全国向けに中継（全試合途中『NHKきょうのニュース』などによる中断を挟む）[注 72]。

- 例年対戦カードに関係なく放送するニッポン放送、文化放送[注 73]、MBSラジオは本シリーズも放送。又、東海ラジオは地元球団の中日が不出場[注 74]だったが全試合NRNネット[注 75]で放送。
  - 開催球場の放送地域内の局であるMBSラジオは全試合自社制作。
  - 1990年以降、関東以外の開催球場でも全試合自社制作だったニッポン放送は自社制作を全試合見送ることになった[注 76]。元ニッポン放送のスポーツアナウンサーで現在はフリーアナウンサーとして引き続き同局のプロ野球実況を担当する松本秀夫が、Twitter（現在のX）でニッポン放送ショウアップナイターの公式サイトでの告知より先にその旨の投稿をしていた[69]。
  - 文化放送も最低1試合は続けていた自社制作を見送り[注 77]。

- 開催球場の放送地域内の局である朝日放送ラジオは阪神の出場により全試合自社制作で放送[注 78]。

- 西暦奇数年の中継ルールに沿って、全試合をニッポン放送はMBSラジオ、文化放送は朝日放送ラジオの中継のネット受けで放送。

- プロ野球球団本拠地の地元放送局以外では西日本放送がNRNネット受けで放送（京セラドーム開催分は朝日放送ラジオ、甲子園開催分はMBSラジオの中継）。ただし、競艇SG競走・ボートレースダービーの中継のネット受けを優先するため、第2戦のみ放送しなかった[55]。昨年まで実況をネット受けで行っていた山口放送[注 79]と大分放送は定時番組を優先する方針に転換したため本年は中継から撤退した。

#### 第1戦（10月28日）
- NHKラジオ第1≪全国放送≫[70]
  - 放送時間 18:30 - 18:50、19:20 - 22:13（18:50 - 19:20はニュース中断)

- 朝日放送ラジオ[71]（NRNネット）≪ネット局…文化放送[72]、東海ラジオ[73]、西日本放送[74]≫
  - 放送時間　
    - 朝日放送ラジオ：17:55 - 22:20
    - 文化放送：18:00 - 22:10
    - 東海ラジオ：18:00 - 22:19
    - 西日本放送：18:00 - 22:00

- MBSラジオ[75]≪ネット局…ニッポン放送[76]≫
  - 放送時間　
    - MBSラジオ：17:59 - 22:20
    - ニッポン放送：17:50 - 22:30

#### 第2戦（10月29日）
- NHKラジオ第1≪全国放送≫
  - 放送時間 18:30 - 18:50、19:20 - 22:00（18:50 - 19:20はニュース中断)

- 朝日放送ラジオ（NRNネット）≪ネット局…文化放送、東海ラジオ≫
  - 放送時間　
    - 朝日放送ラジオ：17:55 - 22:05
    - 文化放送：17:55 - 22:00（20:40 - 20:50 SG第70回ボートレースダービー優勝戦実況中継のため中断）
    - 東海ラジオ：18:00 - 22:00（20:40 - 20:50 ボートレースライブ SG第70回ボートレースダービー優勝戦実況中継のため中断[77]）

- MBSラジオ≪ネット局…ニッポン放送≫
  - 放送時間　
    - MBSラジオ：17:59 - 22:05
    - ニッポン放送：17:30 - 22:00

#### 第3戦（10月31日）
- NHKラジオ第1≪全国放送≫
  - 放送時間 18:00 - 18:50、19:30 - 22:10（18:50 - 19:30はニュース中断)

- 朝日放送ラジオ≪ネット局…文化放送≫
  - 放送時間
    - 朝日放送ラジオ：17:55 - 22:15
    - 文化放送：18:00 - 22:10

- MBSラジオ（NRNネット）≪ネット局…ニッポン放送、東海ラジオ、西日本放送≫
  - 放送時間　
    - MBSラジオ：17:54 - 22:15
    - ニッポン放送：18:00 - 22:15
    - 東海ラジオ：18:00 - 22:14
    - 西日本放送：18:15 - 22:00

#### 第4戦（11月1日）
- NHKラジオ第1≪全国放送≫
  - 放送時間 18:00 - 18:50、19:30 - 22:25（18:50 - 19:30はニュース中断)

- 朝日放送ラジオ≪ネット局…文化放送≫
  - 放送時間
    - 朝日放送ラジオ：17:55 - 22:35
    - 文化放送：18:00 - 22:20

- MBSラジオ（NRNネット）≪ネット局…ニッポン放送、東海ラジオ、西日本放送≫
  - 放送時間　
    - MBSラジオ：17:54 - 22:30
    - ニッポン放送：18:00 - 22:30
    - 東海ラジオ：18:00 - 22:30
    - 西日本放送：18:15 - 22:00

#### 第5戦（11月2日）
- NHKラジオ第1≪全国放送≫[注 80]
  - 放送時間 18:00 - 18:10、19:30 - 21:55（18:10 - 18:50は岸田首相記者会見、18:50 - 19:30はニュースでそれぞれ中断）
- NHK-FM≪全国放送≫[注 81]
  - 放送時間 18:00 - 18:50

- 朝日放送ラジオ≪ネット局…文化放送≫
  - 放送時間
    - 朝日放送ラジオ：17:55 - 22:00
    - 文化放送：18:00 - 21:50

- MBSラジオ（NRNネット）≪ネット局…ニッポン放送、東海ラジオ、西日本放送≫
  - 放送時間　
    - MBSラジオ：17:54 - 22:00
    - ニッポン放送：18:00 - 22:00
    - 東海ラジオ：18:00 - 22:00
    - 西日本放送：18:15 - 21:56

#### 第6戦（11月4日）
- NHKラジオ第1≪全国放送≫
  - 放送時間 18:30 - 18:50、19:20 - 21:55（18:50 - 19:20はニュース中断)

- 朝日放送ラジオ（NRNネット）≪ネット局…文化放送、東海ラジオ、西日本放送≫
  - 放送時間
    - 朝日放送ラジオ：17:55 - 22:00
    - 文化放送：18:00 - 21:50
    - 東海ラジオ：18:00 - 22:00
    - 西日本放送：18:15 - 22:00

- MBSラジオ≪ネット局…ニッポン放送≫
  - 放送時間　
    - MBSラジオ：17:59 - 22:00
    - ニッポン放送：17:50 - 22:00

#### 第7戦（11月5日）
- NHKラジオ第1≪全国放送≫
  - 放送時間 18:30 - 18:50、19:20 - 22:15（18:50 - 19:20はニュース中断)

- 朝日放送ラジオ（NRNネット）≪ネット局…文化放送、東海ラジオ、西日本放送≫
  - 放送時間
    - 朝日放送ラジオ：17:55 - 22:30
    - 文化放送：17:55 - 22:30
    - 東海ラジオ：18:00 - 22:20
    - 西日本放送：18:15 - 22:00

- MBSラジオ≪ネット局…ニッポン放送≫
  - 放送時間　
    - MBSラジオ：17:59 - 22:15
    - ニッポン放送：17:30 - 22:30

### ネット配信
上述の通り、レギュラーシーズンとは管轄が異なるため、DAZN、パ・リーグTVおよび虎テレなどでの配信は行われない。また、前年までParaviで行われたTBS・テレビ東京の配信については、統合先のU-NEXTでは行われない。

#### 第1戦（10月28日）
- TVer
- フジテレビONEsmart

#### 第2戦（10月29日）
- TVer

#### 第3戦（10月31日）
- TVer

#### 第4戦（11月1日）
- TVer
- Hulu

#### 第5戦（11月2日）
- TVer
- ABEMA

#### 第6戦（11月4日）
- TVer

#### 第7戦（11月5日）
- TVer
- フジテレビONEsmart

TVerは民放地上波各局の中継放送と、Huluは日本テレビ系列の中継放送と、フジテレビONEsmartはフジテレビONEの中継放送といずれも同一放送。ABEMATVはテレビ朝日系列の放送と実況・解説を変えて放送。

### 視聴率
全てビデオリサーチ調べ、リアルタイム。
| 試合  | 日付          | 放送時間             | 延長 | 放送局         | 視聴率(関東)                 | 視聴率(関西)                 |
| ----- | ------------- | -------------------- | ---- | -------------- | ---------------------------- | ---------------------------- |
| 第1戦 | 10月28日 (土) | 18:30-21:59 (209分)  | 65分 | フジテレビ系列 | 4.3%（個人）、7.3%（世帯）   | 14.7%（個人）、21.8%（世帯） |
| 第2戦 | 10月29日 (日) | 18:30-21:50 (200分)  | 50分 | テレビ東京系列 | 3.9%（個人）、6.3%（世帯）   | 9.9%（個人）、15.0%（世帯）  |
| 第3戦 | 10月31日 (火) | 18:00-22:00 (240分)  | なし | TBS系列        | 3.9%（個人）、7.0%（世帯）   | 12.1%（個人）、20.3%（世帯） |
| 第4戦 | 11月1日 (水)  | 17:53-22:14 (261分)  | 80分 | 日本テレビ系列 | 6.8%（個人）、11.7%（世帯）  | 17.5%（個人）、27.7%（世帯） |
| 第5戦 | 11月2日 (木)  | 17:50-21:47（237分） | 50分 | テレビ朝日系列 | 5.3%（個人）、9.4%（世帯）   | 14.1%（個人）、23.4%（世帯） |
| 第6戦 | 11月4日 (土)  | 17:51-22:00（249分） | なし | TBS系列        | 9.8%（個人）、16.3%（世帯）  | 19.1%（個人）、30.1%（世帯） |
| 第7戦 | 11月5日 (日)  | 18:30-21:58（208分） | 10分 | フジテレビ系列 | 11.5%（個人）、18.1%（世帯） | 26.0%（個人）、38.1%（世帯） |